# Drugie państwo bułgarskie
Drugie państwo bułgarskie – państwo bułgarskie istniejące w latach 1185–1396 ze stolicą w Tyrnowie. W okresie swego największego rozwoju terytorialnego na początku XIII wieku obejmowało w całości tereny dzisiejszej Bułgarii, a częściowo również: Macedonii, Albanii, Grecji, Rumunii i Serbii.
Początki drugiego państwa bułgarskiego łączą się z powstaniem Bułgarów i Wołochów pod wodzą braci Asenowiczów przeciw Bizancjum. Po dwóch latach walk, w 1188 roku, Bizantyńczycy uznali niepodległość Bułgarii, która w następnych latach znacznie poszerzyła swe terytorium kosztem słabnącego cesarstwa. Okres największej świetności drugiego państwa bułgarskiego przypada na I połowę XIII wieku, na lata po upadku Konstantynopola i powstaniu na Bałkanach szeregu państw łacińskich i greckich. W wyniku świetnego zwycięstwa nad łacinnikami pod Adrianopolem w 1205 roku car Kałojan przyłączył do Bułgarii znaczne obszary Macedonii i Tracji. W 1230 roku po zwycięstwie pod Kłokotnicą na cesarzem Tesaloniki Teodorem Angelosem car Iwan Asen II stał się hegemonem na Bałkanach, w granicach Bułgarii znalazły się wówczas Macedonia i znaczna część Tracji oraz Albanii, a władcy bułgarskiemu podporządkowali się władca Epiru i Tesalii oraz król serbski. Najazd tatarski w 1241 roku a następnie bezpotomna śmierć synów Iwana Asena II i walki o władzę po wygaśnięciu dynastii Asenowiczów zachwiały silną pozycją Bułgarii. Ostatecznie w 1281 roku władzę w państwie przejęła dynastia Terterowiczów. Na lata następne przypada okres dominacji tatarskiej ordy Nogaja nad Bułgarią: powtarzających się najazdów, nieustannych ingerencji w sprawy wewnętrzne państwa i upadku autorytetu władzy centralnej. Powrót do władzy dynastii Terterowiczów na początku XIV wieku pozwolił pokonać tendencje odśrodkowe oraz wzmocnić pozycję polityczną i militarną Bułgarii do tego stopnia, że władcy z kolejnej dynastii Szyszmanowiczów podjęli nawet przegraną walkę z Serbią o hegemonię na Bałkanach. Na lata panowania tej dynastii przypada ostatni, krótkotrwały okres rozkwitu gospodarczego i kulturalnego Bułgarii. Po 1371 roku państwo bułgarskie rozpadło się na dwa odrębne carstwa: tyrnowskie i widyńskie, które zostały kolejno podbite przez Turków w 1393 i 1396 roku.

## Historia drugiego państwa bułgarskiego

### Początki
Po śmierci Manuela I Komnena (1180) Cesarstwo Bizantyńskie, w którego granicach znajdowały się ziemie bułgarskie, znalazło się w głębokim kryzysie wewnętrznym. Państwo stawało się coraz bardziej konglomeratem ziem rządzonych przez urzędników cesarskich i miejscowych feudałów, nieuznających często władzy cesarskiej. Ziemie Cesarstwa spustoszyli kolejno Węgrzy wspólnie z Serbami, a następnie Normanowie. W 1185 roku w dramatycznych okolicznościach doszło do zmiany dynastii. Nowy władca Izaak II Angelos nie był jednak w stanie ukrócić samowoli swoich urzędników, ani stawić czoła licznym wrogom zewnętrznym. Dodatkowo na potrzeby uroczystości weselnych nałożył na poddanych ciężkie podatki, które na ziemiach bułgarskich doprowadziły do zamieszek.

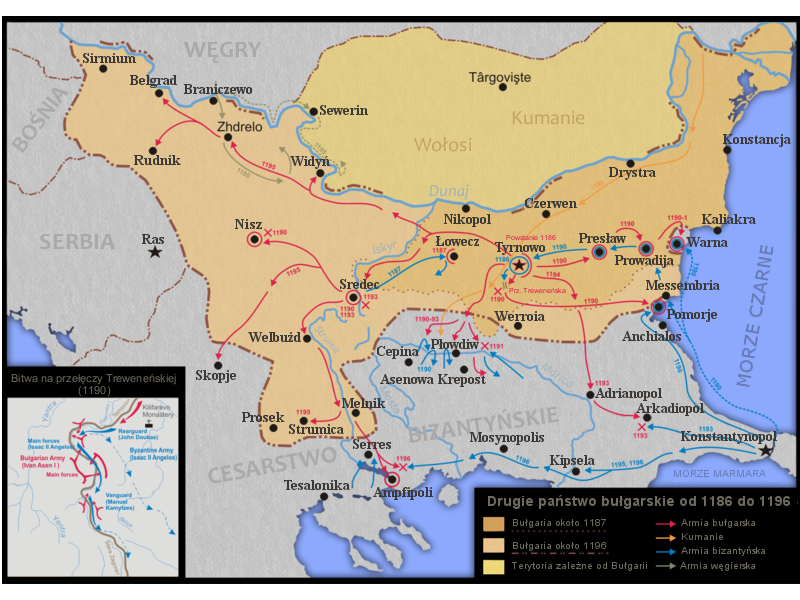
Bułgaria w latach 1186–1196

Wiosną 1186 roku w Tyrnowie na zjeździe dostojników kościelnych i ludności, zwołanym na uroczystość poświęcenia świątyni świętego Dymitra sołuńskiego, ludowi prorocy wezwali zebranych do powstania przeciw Bizancjum. Na czele powstania stanęli dwaj bracia Teodor i Asen, pochodzący z bojarskiej rodziny pochodzenia kumańskiego. Starszy z braci został ogłoszony carem. Przyjął imię Piotr, na pamiątkę ostatniego wielkiego cara Bułgarii i tytuł władcy Bułgarów i Włachów. Masowy udział w powstaniu wzięła początkowo okoliczna ludność trudniąca się rolnictwem zwana Włachami. Włachem (lub w języku ruskim Wołochem) nazywano wówczas ludność pasterską mówiącą językiem romańskim (rumuńskim), ale też coraz częściej Słowian trudniących się pasterstwem, którzy zmieszali się z Włachami i przyjęli ich tryb życia i kulturę, stąd trudność w ustaleniu rzeczywistego składu etnicznego drugiego państwa bułgarskiego. Nieco później powstanie objęło również rolniczą ludność słowiańską dla odróżnienia od Włachów zwaną Bułgarami.
Powstańcy w krótkim czasie opanowali prawie całą Bułgarię naddunajską i przenieśli działania wojenne do Tracji. Piotr i Asen rozbili w Tracji dwie armie bizantyńskie. Latem 1186 Izaak II wkroczył z wielką armią do Bułgarii i odzyskał utracone twierdze. Powstańcy zostali rozproszeni, a Piotr i Asen schronili się na przeciwległym brzegu Dunaju, na ziemiach Kumanów, wśród których rodzina Asenowiczów posiadała rozległe stosunki. Jesienią 1186 bracia powrócili na czele nowych wojsk, wspomagani przez posiłki Kumanów i ruskich brodników. Bez większego trudu opanowali ziemie między Dunajem a Starą Płaniną, po czym ponownie najechali Trację. Wiosną 1187 Izaak II rozbił armię powstańczą pod Lardeą w Tracji (w pobliżu obecnego Karnobatu) i jesienią po raz drugi przekroczył pasmo górskie Starej Płaniny. Obległ twierdzę Łowecz broniącą dostępu do Tyrnowa, ostatecznie jednak po trzymiesięcznym oblężeniu zmuszony był zawrócić. Nękany na innych frontach, na przełomie maja i czerwca 1188 cesarz zgodził się zawrzeć pokój z Piotrem i Asenem. Bizancjum uznało istnienie niezależnego państwa bułgarskiego. Nowe państwo objęło tereny sięgające na zachodzie po rzekę Iskyr, na wschodzie do wybrzeży Morza Czarnego, na północy po Dunaj, a na południu do Starej Płaniny. Wybrzeże czarnomorskie i Tracja pozostały w rękach greckich. Jako zakładnika gwarantującego zachowanie pokoju obydwaj bracia przysłali na dwór cesarski w Konstantynopolu najmłodszego brata Kałojana.

### Ekspansja

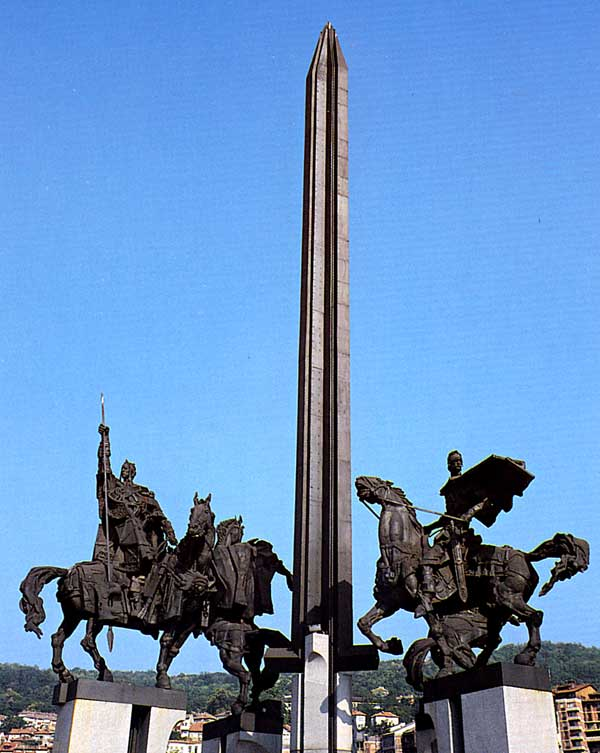
Pomnik Asenowiczów – Wielkie Tyrnowo 1987.

Jesienią 1188 starszy brat Piotr pod przymusem zrzekł się tronu, zachowując tytuł cara i władzę nad rejonem Presławia. Asen został w Tyrnowie koronowany na cara Bułgarów i Wołochów. Pierwsi władcy drugiego carstwa bułgarskiego, Asen I (1188–1196), panujący po nim krótko brat Piotr (1196–1197) i najmłodszy z braci Kałojan (1197–1207) w toku licznych wojen toczonych głównie przeciw Bizancjum znacznie rozszerzyli granice swego państwa. Rozbicie armii bizantyńskiej wiosną 1190 roku w wąwozie górskim Starej Płaniny, na Przełęczy Treweneńskiej oraz w 1194 roku pod Arkadiopolem (Lüleburgas) umożliwiło Asenowi I zdobycie ziem wokół Sredca. Latem 1195 roku armia bułgarsko-kumańska zajęła dolinę rzeki Strumy i pod twierdzą Seres rozbiła Bizantyńczyków dowodzonych przez Aleksego Aspietesa. Po tej kampanii państwo Asena objęło zachodnie pasma Rodopów i południowo-wschodnią Macedonię. W tym czasie Bułgarzy zdobyli też na Węgrach ziemię widyńską, braniczewską i belgradzką.
Centralizacyjna polityka Asena I prowadzona w oparciu o wojsko złożone z drobnego bojarstwa i kumańskich oddziałów posiłkowych doprowadziła do powstania spisku bojarskiego przeciw Asenowi, zręcznie wspieranego przez bezsilne w otwartej walce Bizancjum. Spiskowcy, zapewnieni o pomocy wojskowej ze strony Cesarstwa, zamordowali Asena I w 1196 roku. Tron carski w Tyrnowie objął jednak Piotr, który pokonał pozbawionych pomocy cesarstwa spiskowców. Rządził tylko przez rok. Opozycja bojarska zawiązała bowiem nowy spisek i zamordowała go w 1197 roku. Po śmierci Piotra zbiegł z Konstantynopola, wysłany tam w 1188 roku jako zakładnik, trzeci z braci, Kałojan. Wbrew woli spiskowców objął tron carski i w krótkim czasie rozprawił się z opozycją.
Około 1200 roku Kałojan korzystając ze związania sił bizantyńskich w Macedonii najechał wraz z Kumanami Trację zdobywając silną twierdzę przygraniczną Konstancję (w pobliżu wsi Kostenec), a następnie zajął Warnę i kolejne twierdze wybrzeża czarnomorskiego. W 1201 roku cesarz ostatecznie zawarł pokój z Kałojanem zrzekając się praw do ziem zdobytych przez Bułgarów pomiędzy 1195 a 1201 rokiem: zachodnich Rodopów, południowo-wschodniej Macedonii i wybrzeża Morza Czarnego na północ od Starej Płaniny. W 1203 roku wykorzystując trudne położenie cesarstwa zaatakowanego przez krzyżowców, Kałojan zaatakował i zajął część ziem państwa utworzonego w zachodniej Macedonii przez Dobromira Chryza, twierdze: Prosek, Prizren na Kosowym Polu i Skopje. W 1203 roku przy pomocy Kumanów pokonał Węgrów i odebrał im Belgrad i Braniczewo. Pobiwszy Węgrów osadził na tronie serbskim Stefana Nemanicza, usunąwszy najpierw jego brata Wukana, stronnika węgierskiego. W zamian za pomoc w objęciu władzy Stefan oddał Kałojanowi Nisz.

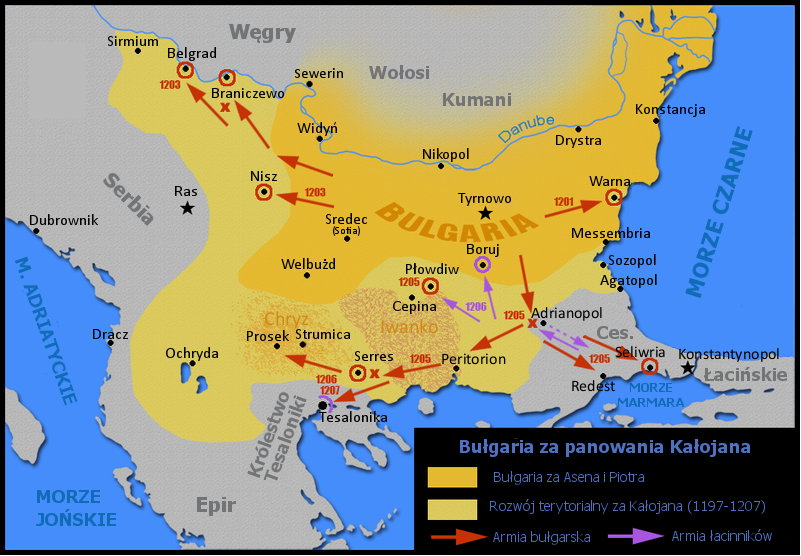
Bułgaria za panowania cara Kałojana

Zagrożony przez przymierze Węgrów i Bizantyńczyków car Kałojan zawarł porozumienie z papieżem Innocentym III. W zamian za zawarcie unii z Rzymem papież zaofiarował Kałojanowi koronę królewską, pośrednictwo w sporze z Węgrami i pomoc przeciw Bizancjum. Jesienią 1204 roku do Tyrnowa przybył legat papieski kardynał Leone Brancaleone. 8 listopada koronował on Kałojana na króla Bułgarii (rex Bulgariae). Dzień wcześniej metropolita tyrnowski Wasilij został wyświęcony na arcybiskupa tyrnowskiego i prymasa Bułgarii i Włachii, stając się faktycznie niezależnym od Konstantynopola. Przygotowywana unia nie odegrała większej roli, gdyż papież odmówił żądaniom Kałojana przyznania mu tytułu cesarza (imperatora), a tytułu patriarchy arcybiskupowi Wasilijowi. Losy przymierza rozstrzygnął upadek Konstantynopola, który 13 kwietnia 1204 roku został zdobyty przez uczestników IV wyprawy krzyżowej. W zmienionej sytuacji politycznej związek z Rzymem utracił dla Bułgarów znaczenie, gdyż ich głównym wrogiem na Bałkanach stało się nowo utworzone Cesarstwo Łacińskie ze stolicą w Konstantynopolu.

### Apogeum potęgi

#### Sukcesy Kałojana
Wiosną 1205 roku wybuchło w Tracji powstanie miejscowej ludności przeciw łacinnikom. Wezwany na pomoc Kałojan wkroczył do objętej powstaniem Tracji. 14 kwietnia 1205 roku rozgromił pod Adrianopolem wojska łacińskie. Cesarz Baldwin I dostał się do niewoli i zmarł w więzieniu w Tyrnowie. Po zwycięstwie pod Adrianopolem Kałojan ogłosił się, wzorując się na cesarzu bizantyńskim Bazylim Bułgarobójcy, Rzymianobójcą.

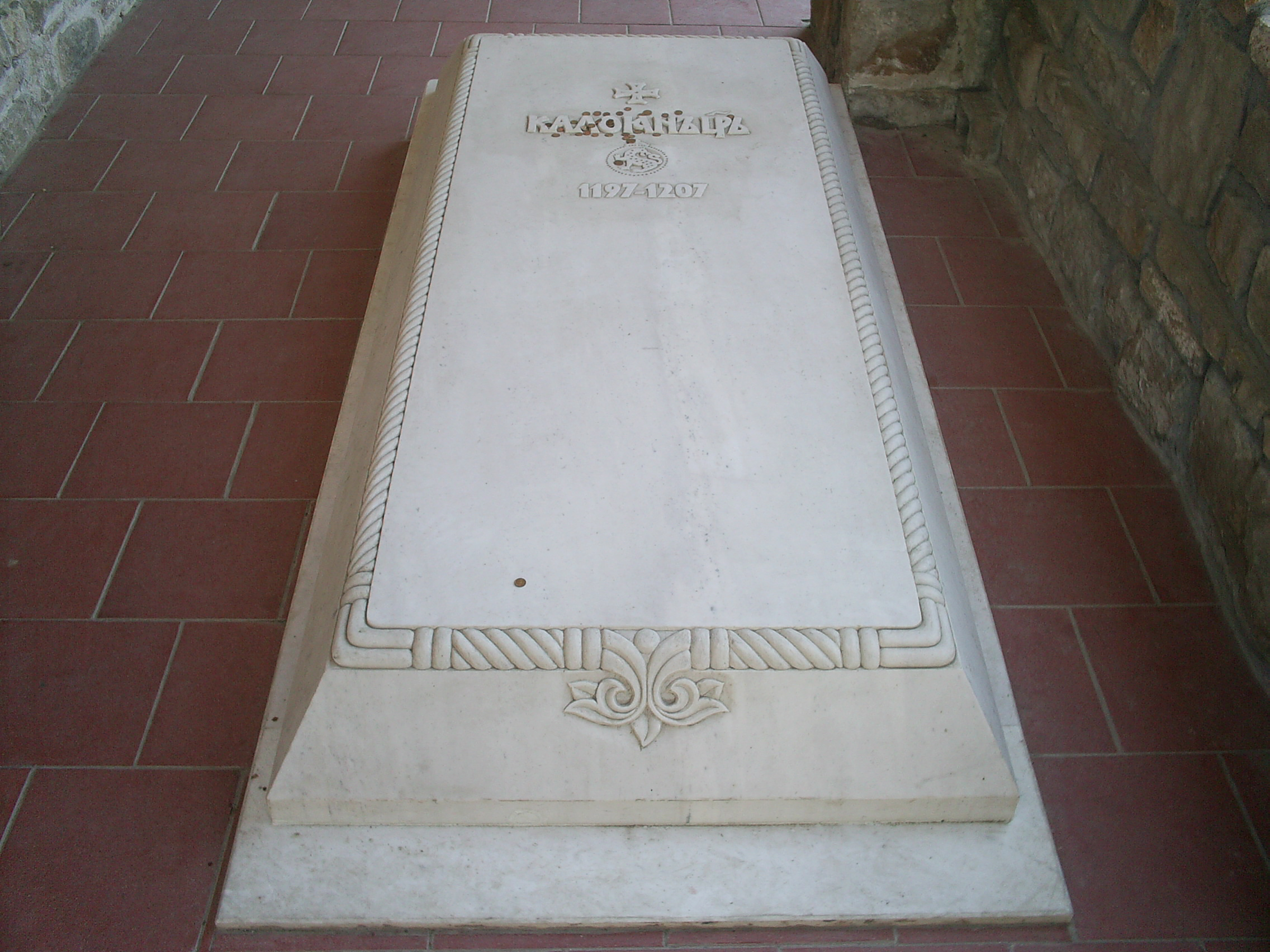
Grób Kałojana w Tyrnowie.

Spod Adrianopola Kałojan postąpił nawet w kierunku Konstantynopola, ostatecznie zawrócił jednak na zachód zdobywając Serres, Moglen, Ochrydę, i Werroię. Walki z Cesarstwem Łacińskim toczyły się przez 1206 i 1207 rok. W 1207 roku w zasadzce bułgarskiej zginął powracający z Konstantynopola król Tesaloniki Bonifacy z Montferratu. Kałojan opanował całą niemal Macedonię i obległ Tesalonikę. W trakcie oblężenia został zamordowany we własnym namiocie przez swego naczelnego wodza, Manastyra, bojara kumańskiego pochodzenia działającego z namowy kumańskiej żony Kałojana i jego siostrzeńca Boriła.

#### Kryzys
Po zabójstwie Kałojana władzę w państwie objął Borił (1207–1218). Bułgaria rozpadła się pod jego słabymi rządami na szereg drobnych państewek. Brat Boriła Strez zbiegł do Serbii, po czym przy pomocy wielkiego żupana Stefana Nemanicza zdobył Macedonię i oderwał ją od Bułgarii, za stolicę obierając sobie Prosek. Idąc za przykładem Streza i inni krewni Boriła ogłaszali się panami swych ziem. Kuzyn Boriła Aleksy Sław utworzył państewko w Rodopach i został wasalem cesarza łacińskiego Henryka. Borił utracił większość zdobyczy Kałojana. Węgrzy zagarnęli Belgrad i Braniczewo, Serbowie Nisz. Wiosną 1208 Borił na czele wielkiej armii bułgarsko-kumańskiej uderzył na pozostającą w ręku łacinników Trację, poniósł jednak klęskę pod Płowdiwem i utracił należące do Bułgarii ziemie w Tracji.
Z osłabieniem władzy centralnej łączyło się pogorszenie położenia ludności wiejskiej i miejskiej. Bojarzy podporządkowywali sobie wolną dotychczas ludność, włączając do swych posiadłości wsie carskie i kościelne wraz z cerkwiami i klasztorami. Niepewna sytuacja społeczna przyniosła ponowne ożywienie ruchu bogomilskiego, szczególnie na terenach należących do Streza i Aleksego Sława. Borił zwołał w 1211 roku do Tyrnowa wielki sobór przeciw bogomiłom z udziałem duchowieństwa i bojarów. Po zakończeniu obrad synodu car polecił opracować Synodik, przełożony z greckiego synodika z IX wieku, zawierający formuły potępienia i anatemy na różne herezje. Bogomili zostali oskarżeni o spisek na życie cara i potępieni jako rozbójnicy i zabójcy. Rozpoczęły się prześladowania bogomiłów w Bułgarii.
Kryzys państwa zażegnał nowy car Iwan Asen II (1218–1241), syn Asena I. Po kolejnych niepowodzeniach Boriła opozycja przeciw jego rządom porozumiała się z przebywającymi na wygnaniu Iwanem Asenem, który wkroczył z oddziałami ruskimi do Bułgarii i po siedmiomiesięcznym oblężeniu Tyrnowa podporządkował sobie całe państwo. Borił został schwytany i oślepiony.

#### Iwan Asen II

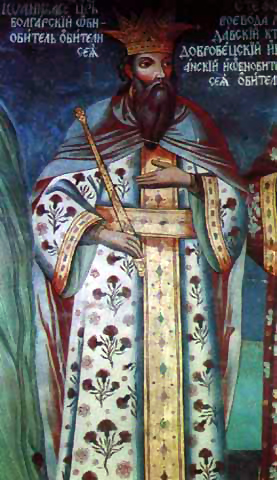
Iwan Asen II na fresku z monastyru na Górze Atos

Objąwszy władzę Iwan Asen II musiał się uporać z silnymi tendencjami odśrodkowymi reprezentowanymi przez wielkie bojarstwo. Umiejętnie wykorzystał przeciw wielkim feudałom poparcie drobnego bojarstwa i duchowieństwa. Ustabilizowanie sytuacji wewnętrznej i prowadzenie pokojowej polityki zewnętrznej zapewniło szybki rozwój gospodarczy i rozkwit życia miejskiego. Dzięki małżeństwu z Anną Marią Węgierską, córką króla węgierskiego Andrzeja II odzyskał utracone przez Boriła ziemie belgradzką i braniczewską.
Wobec postępów władcy Epiru Teodora Angelosa, który w 1225 roku opanował łaciński Adrianopol i najprawdopodobniej w 1227 koronował się na cesarza Romejów, zgłaszając tym samym pretensje do sukcesji po Cesarstwie Bizantyńskim, regenci małoletniego cesarza łacińskiego podjęli rozmowy z carem Iwanem Asenem na temat przekazania mu regencji. Nie czekając na objęcie regencji przez cara, wiosną 1230 roku Teodor Angelos wkroczył od strony Adrianopola na ziemie bułgarskie. We wspomnienie czterdziestu męczenników, 9 kwietnia, w bitwie pod wsią Kłokotnica, armia grecka została rozgromiona. Cesarz Teodor został pojmany, uwięziony w Tyrnowie i oślepiony.

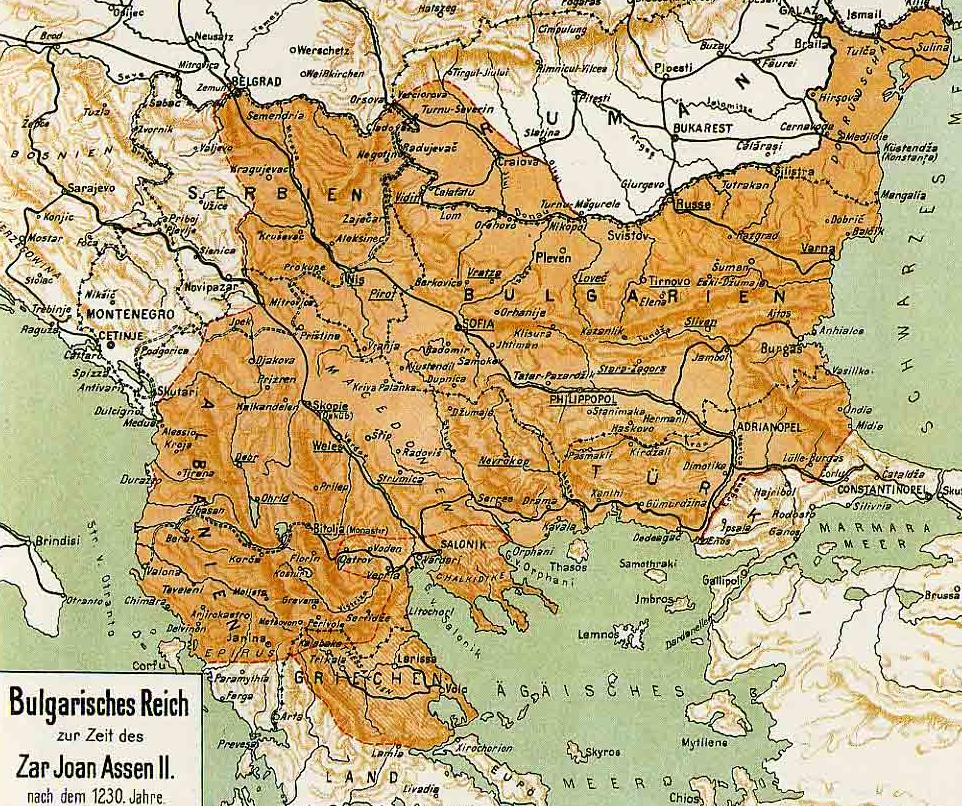
Bułgaria za panowania Iwana Asena II

Rozległe połacie państwa Teodora padły łupem Iwana Asena II. Wojska bułgarskie w krótkim czasie, nie napotykając oporu opanowały Trację Adrianopolską, Macedonię Wardarską i Egejską aż do Olimpu, Albanię od gór Pindu do Jeziora Szkoderskiego. W ręku uznającego jego zwierzchnictwo brata Teodora, Manuela, car pozostawił Tesalię i Epir z Tesaloniką. W strefie wpływów Iwana Asena II znalazła się również Serbia. Zięć Teodora Radosław został zdetronizowany, a jego miejsce zajął brat Władysław, który poślubił córkę Iwana Asena.
Zwycięstwo przyniosło ożywienie handlu w granicach rozległego państwa. Około 1230 roku pojawił się pierwszy bułgarski pieniądz. Na nowo wytyczonej południowej granicy swego państwa, w Rodopach, Iwan Asen II wzniósł łańcuch twierdz idący w poprzek głównej drogi z Płowdiwu na południe górami do Morza Egejskiego. Dla uczczenia zwycięstwa Iwan Asen II wzniósł też w swej stolicy w Tyrnowie, u stóp wzgórza Carewec, cerkiew ku czci patronów dnia zwycięskiej bitwy Czterdziestu Męczenników z Sebasty.
Gdy niebezpieczeństwo ze strony Teodora Angelosa znikło, a potęga Bułgarii zanadto wzrosła w Konstantynopolu zrezygnowano z przekazywania regencji Iwanowi Asenowi II. W tej sytuacji Iwan Asen II poszukał zbliżenia z cesarzem nicejskim. W 1235 obie strony zawarły układ polityczny i kościelny w Gallipoli. W wyniku wzajemnych negocjacji biskupi nicejscy zgodzili się na utworzenie w Tyrnowie prawosławnego patriarchatu niezależnego od kościoła w Konstantynopolu, choć jak się wydaje uznającego starszeństwo kościoła nicejskiego. Metropolita tyrnowski Joachim został wyniesiony do godności patriarchy.
Iwan Asen II zmarł 24 czerwca 1241 roku pozostawiając dwóch małoletnich synów.

### Walki o władzę
Po śmierci Iwana Asena II na tron wstąpił jego 7-letni syn, Koloman I Asen (1241–1246). Jesienią następnego 1242 roku lub najpóźniej w 1243 roku Bułgarię spustoszyła powracająca z Węgier armia tatarska Batu-chana. Zwycięscy Tatarzy zmusili władze tyrnowskie do oddawania Złotej Ordzie corocznej daniny. Wokół młodziutkiego władcy doszło do walki stronnictw bojarskich o władzę. Grupa skupiona wokół carowej wdowy po Iwanie Asenie II, Ireny Komneny, córki cesarza Tesaloniki, zawiązała spisek przeciw Kolomanowi I. Irena otruła 12-letniego chłopca w 1246 i osadziła na tronie własnego syna Michała (1246–1256).

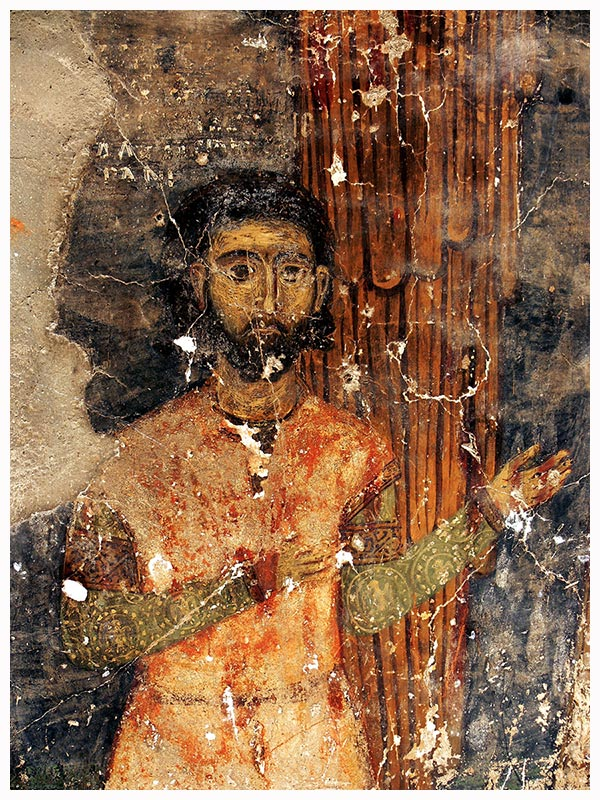
Michał I Asen

W okresie małoletniości Michała cesarz nicejski Jan III Watatzes w 1246 roku wtargnął w granice Bułgarii i zajął bez walki ziemie zdobyte przez Iwana Asena II: Macedonię po Wardar i południową Trację aż do górnego biegu Maricy. W granicach cesarstwa znalazły się Skopje i Filipopol. Po osiągnięciu pełnoletniości Michał I Asen podjął próbę odzyskania utraconych ziem, zakończoną jednak niepowodzeniem. Na czele opozycji stanął wówczas jego stryjeczny brat Koloman, który jesienią 1256 roku zamordował cara podczas polowania w okolicach Tyrnowa.
Po zabójstwie Koloman ogłosił się władcą Bułgarów, poślubiając wdowę po zamordowanym, córkę Rościsława, bana Maczwy, Marię. Rościsław, jako teść zamordowanego cara, zgłosił jednak również pretensje do korony carskiej. Nadciągnął na czele swego wojska spod Belgradu pod Tyrnowo. Koloman II Asen zbiegł. Tron carski w Tyrnowie opanował Mico, szwagier zamordowanego Michała I Asena. Rościsław nie zdołał opanować Tyrnowa.
Mico Asen również nie utrzymał się w Tyrnowie. W 1257 roku bojarzy tyrnowscy poparli bowiem Konstantyna Ticha (1257–1277). Dla umocnienia się na tronie Konstantyn Tich poślubił wnuczkę Iwana Asena II, córkę cesarza bizantyńskiego Teodora Laskarysa, Irenę. Około 1261/1262 roku wyparł Mica Asena z zajętych terytoriów, kończąc tym samym wojnę domową. Uciekając do Bizancjum Mico przekazał w ręce cesarza portowe miasta bułgarskie: Messembrię i Anchialos.
Na zachodzie Konstantyn Asen Tich musiał pogodzić się z utratą na rzecz Rościsława i jego protektora króla węgierskiego Beli IV ziemi widyńskiej. W 1264 roku przy pomocy chana Złotej Ordy Berke udało mu się odeprzeć najazd bizantyński. W odwecie Bułgarzy wspólnie z Tatarami doszczętnie złupili Trację, nie odzyskali jednak utraconych ziem.
W 1272 roku między cesarzem Bizancjum a wodzem tatarskim Nogajem został zawarty pakt przyjaźni. Cesarz oddał mu za żonę swą nieślubną córkę Eufrozynę. W wyniku zawartego przymierza silne oddziały tatarskie najechały kilkakrotnie Bułgarię, paraliżując dalsze poczynania zbrojne przeciw Bizancjum.
Ostatnie lata panowania Konstantyna Ticha wypełniły intrygi nowej carowej, Greczynki, Marii Kantakuzeny, zabiegającej o zapewnienie następstwa tronu swemu małoletniemu synowi Michałowi. W niszczonym nieustannymi najazdami węgierskimi, bizantyńskimi i tatarskimi carstwie bułgarskim narastało niezadowolenie z rządów Konstantyna Ticha. Szczególnym ciężarem liczne najazdy kładły się na ludności wiejskiej, nie chronionej murami zamków czy miast. Zniszczone gospodarstwa nie mogły podołać ciężarom danin państwowych i rosnących powinności (angarii) feudalnych. Słabość władzy carskiej uzależnionej od poparcia wielkiego bojarstwa sprzyjała wzrostowi samowoli urzędników, poborców podatkowych i bojarów. Zrujnowani chłopi uciekali od swych panów i tworzyli oddziały zbrojne. W 1277 roku niezadowolenie przerodziło się w otwarty bunt, na którego czele stanął chłop z północno-wschodniej Bułgarii Iwajło. Car na początku 1277 roku doznał ciężkich obrażeń spadając z konia. Mimo to jesienią 1277 roku wyruszył przeciw powstańcom. Nieliczna armia carska została rozgromiona, a Konstantyn Tich zginął z rąk Iwajły.

#### Wojna o sukcesję
Po klęsce armii carskiej powstańcy Iwajły zaczęli zdobywać warowne miasta. Wdowa po Konstantynie Tichu, Maria doprowadziła wprawdzie do koronacji małego Michała (1277–1279), jednak pozbawieni kierownictwa bojarowie nie byli w stanie stawić oporu rebelii. Jeszcze w tym samym 1277 roku od południa wkroczył do Bułgarii wspierany przez cesarza bizantyńskiego Michała VIII, syn Mica Asena, Iwan.

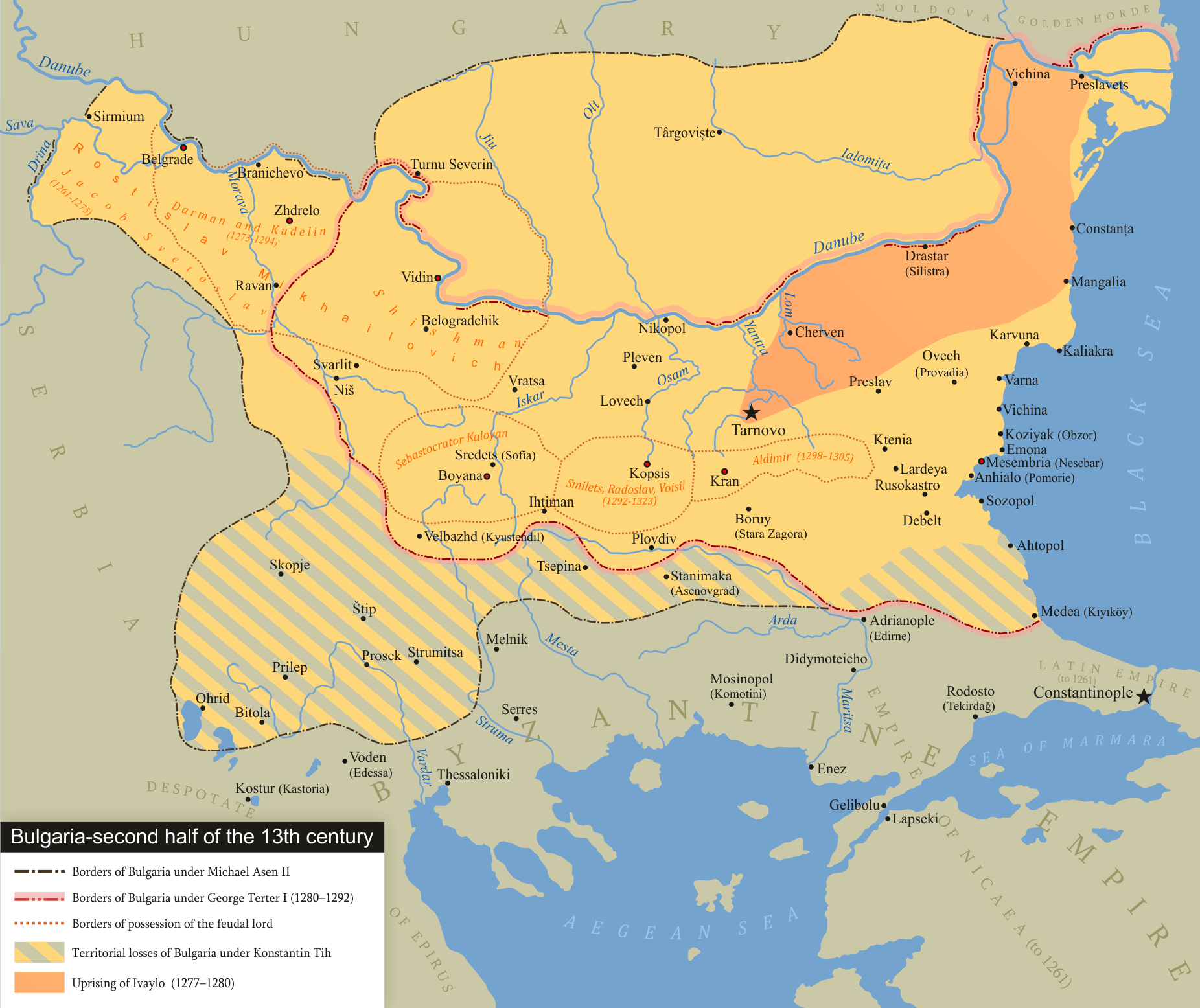
Bułgaria w II poł. XIII wieku. Obszar zakreskowany wskazuje zasięg powstania Iwajły

Wobec pojawienia się kolejnego kandydata do korony, bojara, a w dodatku Asenowicza, carowa Maria otwarła przed Iwajłą, oblegającym Tyrnowo, bramy miasta. W wyniku zawartego porozumienia Iwajło poślubił carową wdowę i objął tron carski (1278–1281). Nowy car i współwładca Bułgarii rozbił nadciągających od północy, za sprawą intryg Michała VIII, Tatarów, a następnie powstrzymał siły greckie. W 1279 roku Bizantyńczykom udało się jednak zdobyć Tyrnowo. Michała II Ticha i jego matkę odesłano do Konstantynopola, a Iwan Mico jako Iwan Asen III objął tron Bułgarów (1279–1280). Wiosną 1280 roku przeszedł jednak do ofensywy, zepchnięty na północ Iwajło, wyzwalając znaczną część kraju. Latem 1280 roku zadał dwie poważne klęski armiom bizantyńskim, po których Iwan Asen III zbiegł do Bizancjum rezygnując z władzy carskiej.

### Dominacja tatarska
Iwajle nie udało się jednak ponownie zdobyć Tyrnowa, bojarzy poparli bowiem cieszącego się wielkim uznaniem wojska Jerzego Tertera, bojara kumańskiego pochodzenia. Zmęczone trwającymi kilka lat walkami wojsko chłopskie zaczęło Iwajłę opuszczać. Szukając pomocy udał się do tatarskiej Złotej Ordy na dwór Nogaja, gdzie zginął podczas uczty. Jerzy Terter został sam na placu boju i koronował się na cara Bułgarów (1281–1291).
W 1281 roku wskutek zabiegów Michała VIII Bułgarię najechała 40 tysięczna armia tatarska. Bojarzy bułgarscy, bracia Dyrman i Kudelin, wyparli Węgrów z ziemi braniczewskiej i utworzyli własne księstwo. W ziemi widyńskiej obejmującej dolinę Timoku własne państwo utworzył bojar Szyszman, sojusznik i lennik Nogaja. Jego posiadłości miały stale rosnąć obejmując pod koniec XIII wieku większość ziem północno-zachodniej Bułgarii. Ziemiami znajdującymi się w Średniogórzu i nad dolną Maricą, aż po gród Sliwen zawładnął bojar Smilec z braćmi Wojsiłem i Radosławem. Mimo zawartych sojuszów carowi nie udało się odeprzeć kolejnego wielkiego najazdu tatarskiego, który w 1285 roku spustoszył kraj. Jerzy I Terter został zmuszony do oddania jednej z córek za żonę synowi Nogaja Czace i przekazania w charakterze zakładnika syna Teodora Swetosława. Nogaj jako zwierzchnik Jerzego I Tertera rozstrzygał odtąd spory między carem a Smilcem i innymi bojarami. W 1291 roku Tatarzy wtargnęli ponownie do Bułgarii zmuszając Jerzego I Tertera do ucieczki. Po ucieczce Jerzego I Tertera stronnictwo protatarskie wyniosło na tron carski bojara Smilca (1291–1298). Za jego panowania carstwo bułgarskie rozpadło się na szereg niezależnych księstw uznających jedynie władzę Tatarów. Pozbawiony możliwości prowadzenia samodzielnej polityki zagranicznej Smilec ograniczał się do walki z Terterowiczami i ich sojusznikami. Zmarł w 1298 roku.
Po śmierci Smilca władzę w państwie objęła carowa wdowa, nieznana z imienia córka Konstantyna Paleologa (Smilcena). Obejmując władzę koronowała na cara syna Iwana (1298–1299), który w chwili śmierci ojca nie mógł mieć więcej niż 6 lat. Jesienią 1299 roku z rąk chana Tokty zginął Nogaj. Jego syn Czaka, na czele wiernych sobie oddziałów, wraz z synem Jerzego I Tertera, Teodorem Swetosławem, będącym zakładnikiem tatarskim, zbiegli w granice Bułgarii. Regenci, carowa wdowa i Eltimir nie byli w stanie stawić im oporu. Teodor Swetosław skłonił bojarów tyrnowskich do obrania Czaki carem. Rok później obawiając się najazdu ordy chana Tokty, Teodor Swetosław i bojarzy tyrnowscy zawiązali spisek i zamordowali Czakę, a głowę jego odesłali na dwór chana. Carem został obrany Teodor Swetosław (1300–1321).

### Odrodzenie państwa

#### Ostatni Terterowicze

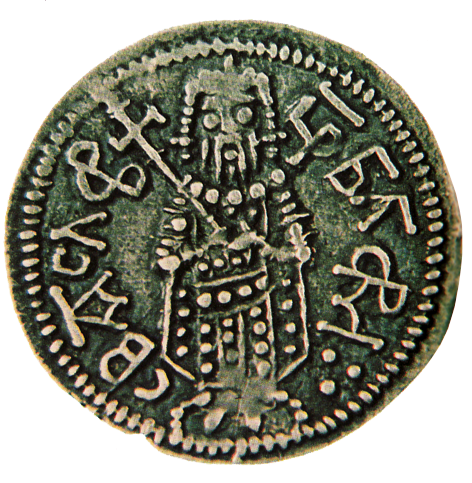
Srebrna moneta Teodora Swetosława

Teodor Swetosław objął tron jako sojusznik chana Złotej Ordy Toktaja, dzięki czemu Bułgaria została uwolniona od najazdów tatarskich, a car otrzymał w lenno od Tatarów południową Besarabię wraz z twierdzą Monokastro (późn. Akerman). Położenie młodego cara było bardzo trudne: jego władzy nie uznawali Szyszman w Widyniu, władca Dobrudży, wygnani ze Średniogórza bracia Smilca Wojsił i Radosław. Dodatkowo w okolicach Tyrnowa pojawił się jeszcze carewicz Michał, syn cara Konstantyna Asena Ticha i Marii Paleologiny, wspierany przez cesarza bizantyńskiego Andronika II Paleologa. Teodor Swetosław odparł zakusy Michała II Ticha, a następnie rozbił armię najeźdźczą braci Smilca, a młodszego Radosława schwytał i oślepił. W 1303 roku wkroczył do Tracji, zdobył Mesembrię, Sozopol, Agatopol i Rosokastro. Armia bizantyńska pod wodzą Wojsiła została rozbita nad rzeką Skafida (obec. Fakijska Rzeka). Ostatecznie w 1307 roku, Bizancjum uwikłane w walki z Katalończykami w Tracji i Turkami w Azji Mniejszej, zawarło z carem bułgarskim układ pokojowy zwracając mu Trację nadmorską z Mesembrią, Anchialo, Sozopolem i Agatopolem
Kolejne lata panowania Teodora Swetosława minęły pokojowo. Dzięki odzyskaniu portów czarnomorskich car mógł wspierać rozwój handlu prowadzonego przez Wenecjan i Genueńczyków. Rozwój handlu wpłynął na dalsze umocnienie się majątków bojarów trudniących się handlem oraz rozkwit miast. Car zmarł w 1321 roku.
Po śmierci Teodora Swetosława władzę w państwie objął jego syn Jerzy Terter II (1321–1323), który jednak wkrótce zmarł w toku wojny podjętej przeciw Bizancjum. Po jego przedwczesnej śmierci bojarzy obrali carem najpotężniejszego bułgarskiego władcę dzielnicowego Michała Szyszmana (1323–1330), despotę widyńskiego, założyciela ostatniej już dynastii drugiego państwa bułgarskiego. Objęcie przez niego władzy sprawiło, że ponownie w granicach państwa znalazły się rozległe połacie zachodniej Bułgarii.

#### Walka o hegemonię na Bałkanach

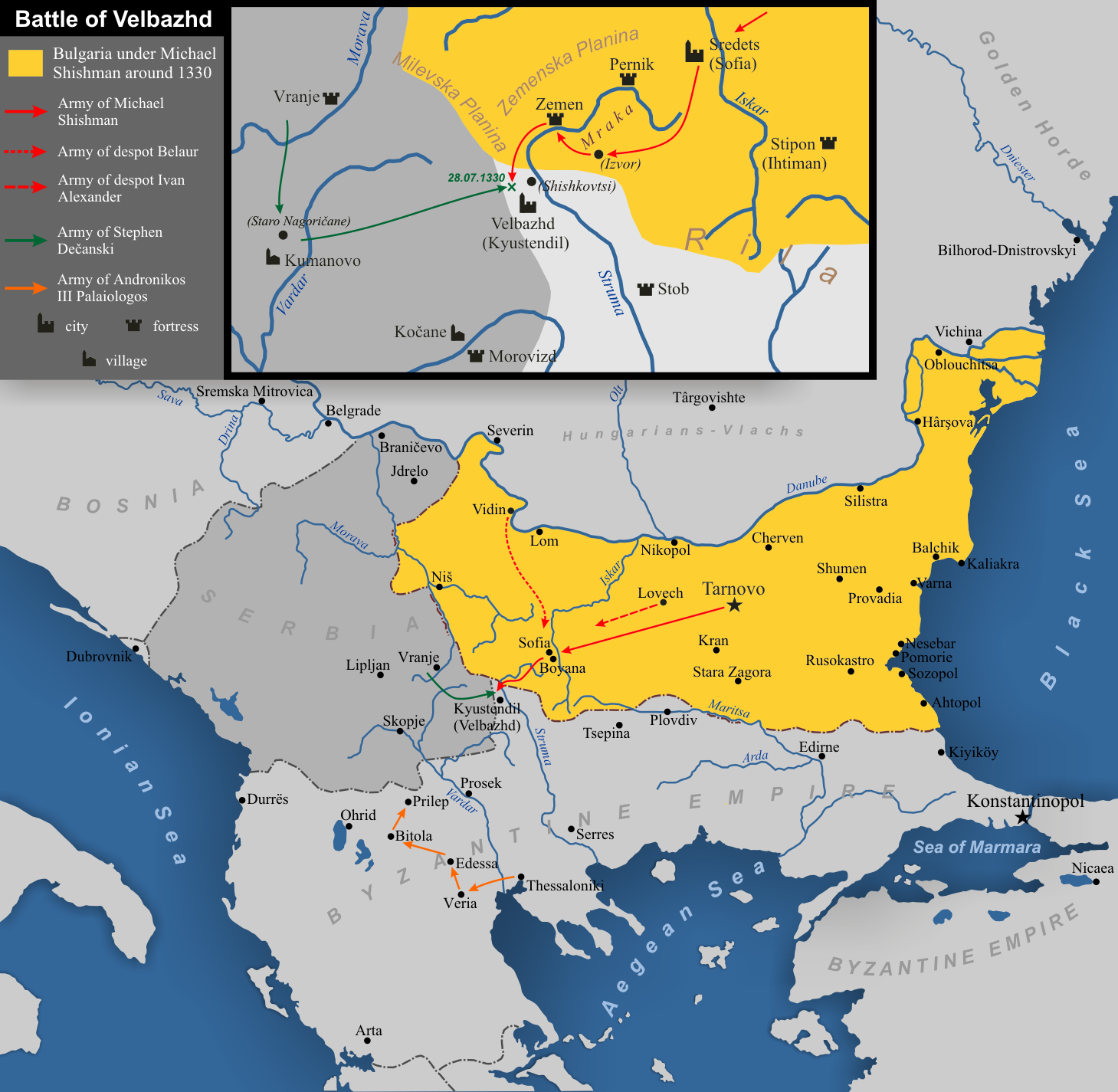
Bitwa pod Welbużdem

Po objęciu tronu Michał III odzyskał północną Trację opanowaną przez Bizantyńczyków po śmierci Jerzego Tertera II. W ręku greckim pozostał tylko Płowdiw. W celu powstrzymania dalszej ekspansji serbskiej w Macedonii w maju 1329 roku zawarł z cesarzem bizantyńskim Andronikiem III układ pokojowy i sojuszniczy wymierzony przeciw Serbii. W lipcu 1330 roku Michał III Szyszman na czele 12-tysięcznej armii bułgarskiej oraz 3 tysięcy najemników: Wołochów, Tatarów i Osetyńców zaatakował Serbię. W sobotę 28 lipca 1330 roku Serbowie napadli niespodziewanie pod Welbużdem (obec. Kiustendił) na terytorium serbskim na obóz bułgarski. Ciężkozbrojna konnica złożona z najemnych rycerzy zachodnich rozgromiła lżejsze przeważnie oddziały bułgarsko-wołosko-tatarskie. Car Michał Szyszman ciężko ranny z powodu upadku z konia dostał się w ręce wrogów i zginął. Zwycięstwo pod Welbużdem rozstrzygnęło bułgarsko-serbski spór o hegemonię na Bałkanach na rzecz Serbów. Król serbski Stefan Deczański zawarł po bitwie pokój z Bułgarami. Do Serbii przyłączono Nisz, a Bułgarzy na mocy układu oddali tron carski siostrze króla serbskiego, Annie Nedzie, pierwszej żonie Michała Szyszmana i ich starszemu synowi Iwanowi Stefanowi.

#### Iwan Aleksander – rozkwit i upadek

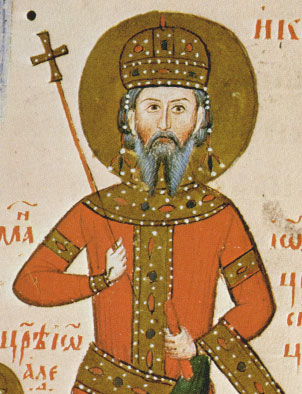
Iwan Aleksander

Jeszcze tego samego roku na osłabioną Bułgarię najechał jej dotychczasowy sojusznik Andronik III Paleolog, ujmując się za wygnaną siostrą, wdową po Michale III Szyszmanie, Teodorą. Grecy zdobyli północno-wschodnią Trację z Anchialos, Messembrią, Ajtos, Ktenią, Rosokastro i Diampolem. Wiosną 1331 roku w wyniku przewrotu państwowego tron bułgarski objął siostrzeniec Michała III Szyszmana, Iwan Aleksander (1331–1371).
Zdołał on ułożyć stosunki z Serbią na zasadach równości wydając za króla Serbii Stefana Duszana swą siostrę Helenę. Zabezpieczony od zachodu podjął wojnę z Bizancjum. Odebrał utracone w 1330 roku ziemie, a 18 lipca 1332 roku rozbił armię Andronika III pod Rosokastro (niedaleko Burgas). Zawarty następnie układ pokojowy zapewnił Bułgarii prawie trzydziestoletni okres pokoju.
Długi okres spokoju jaki zapewnił Iwan Aleksander swemu państwu przyniósł ożywienie handlu wewnętrznego i handlu z Bizancjum i Wenecją. Bułgaria stała się głównym dostarczycielem zbóż i drewna po tym jak Turcy zajęli dużą część Azji Mniejszej i odcięli Cesarstwo Bizantyńskie od tamtejszych surowców, a Wenecję od rynków egipskich.
Na lata panowania Iwana Aleksandra przypada okres rozkwitu bułgarskiej sztuki i piśmiennictwa, których car był hojnym mecenasem. Z inicjatywy cara wzniesiono wiele nowych cerkwi. Wspaniały rozkwit za panowania Iwana Aleksandra przeżyła tyrnowska szkoła malarska. Oprócz sztuki monumentalnej rozkwitła również wykwintna sztuka dworska, pozostająca pod bezpośrednim wpływem bizantyńskiego malarstwa miniaturowego. Mecenat cara, a z drugiej strony ferment religijny i umysłowy w Bizancjum przyczyniły się do powstania i krótkiego choć świetnego rozwoju piśmienniczej szkoły tyrnowskiej. Za jej twórcę uważa się Teodozego Tyrnowskiego.

Bułgaria ok. połowy XIV wieku

Iwan Aleksander nie był w stanie powstrzymać postępującego rozpadu państwa. Przed 1345 rokiem oderwały się od Bułgarii ziemie między dolnym Dunajem a Morzem Czarnym, na których własne państwo utworzył bojar kumańskiego pochodzenia Balik. Po jego śmierci państwo odziedziczył brat Balika, Dobrotica, a po nim jego syn Iwanko. Państwo Dobroticy sięgało od Morza Czarnego do pasma Starej Płaniny i twierdzy Emona (w pobliżu przylądka Emine). Od imienia Dobroticy Turcy nazwali te ziemie Dobrudżą. W prowincji Welbużd panował w tym czasie despota Dejan. Władcą ziem leżących pomiędzy Strumicą, Sztipem a Stobą (w pobliżu dzisiejszego miasta Riła) był protosewastos Chrelio, rządzący z monasteru Rylskiego.
W 1348 roku przez Bułgarię przetoczyła się epidemia czarnej śmierci, powodując znaczny ubytek ludności państwa.
W 1345 roku car zmusił swą pierwszą żonę Teodorę Wołoszkę do wstąpienia do klasztoru i ożenił się z Żydówką Sarą, która na chrzcie przyjęła również imię Teodory. Aby pozbawić syna z pierwszego małżeństwa praw do korony nadał mu w 1355 roku władzę w prowincji widyńskiej. W 1363 roku Iwan Aleksander podzielił państwo pomiędzy synów: starszy, urodzony z Wołoszki Teodory, Iwan Stracimir otrzymał ziemię widyńską aż do Iskyru. Młodszy Iwan Szyszman, urodzony z ostatniej żony Żydówki, ulubieniec ojca został władcą większej części państwa ze stolicą Tyrnowem.
W 1364 roku, cesarz bizantyński Jan V Paleolog najechał ziemie bułgarskie i zdobył Anchialos i Messembrię. Iwan Aleksander, wspomagany przez wojska tureckie z trudem obronił się przed najazdem bizantyńskim. Wyprawa Jana V ujawniła, że na Bałkanach istnieje państwo jeszcze słabsze niż upadające Bizancjum. Przyniosła również wiosną 1365 roku najazd króla węgierskiego Ludwika I, który zdobył ziemię widyńską.
W 1366 roku odpowiadając na apel Jana V Amadeusz hrabia Sabaudii wyruszył z silną flotą przeciwko Turkom. W sierpniu 1366 roku odebrał im Gallipoli, a w następnych miesiącach zdobył na Bułgarach: Messembrię, Anchialos, Sozopol, Rosokastro i Emonę. Bułgarzy obronili jedynie Warnę. Iwanowi Aleksandrowi udało się w 1369 lub 1370 roku odzyskać przy pomocy hospodara mołdawskiego Władysława Widyń. Car zmarł 17 lutego 1371 roku.

### Podbój turecki

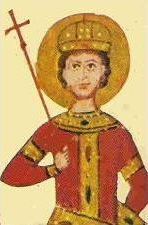
Iwan Szyszman

Po śmierci Iwana Aleksandra władzę objęli Iwan Szyszman w Tyrnowie (1371–1393) i Iwan Stracimir w Widyniu (1371–1396). Jeszcze w 1371 roku Iwan Stracimir ogłosił się w Widyniu carem. Aby nie podlegać patriarsze w Tyrnowie podporządkował się patriarsze w Konstantynopolu. W obliczu inwazji tureckiej na Bałkany Bułgaria rozpadła się na dwa wrogie sobie państwa.
Jeszcze w tym samym 1371 roku serbscy władcy z Macedonii Wukaszyn i Ugliesza podjęli wspólnie wyprawę przeciw Turkom, która zakończyła się klęską pod Czarnomenem na prawym brzegu Maricy. Po bitwie nad Maricą Turcy zajęli bułgarskie miasta Kazałagacz (obec. Ełchowo), Jamboł i Karnobat. Wkrótce potem zdobyli na Bizancjum bułgarskie porty: Messembrię, Anchialos i Sozopol. Car Iwan Szyszman uznał się lennikiem tureckim, oddając sułtanowi za żonę swą siostrę Tamarę (Marę). W 1382 roku Turcy oblegli i zdobyli bułgarski Sredec, a w 1386 roku po krwawych walkach Nisz.
W 1388 roku wielka armia Alego-Paszy Czandarli przekroczyła Starą Płaninę, spustoszyła północno-wschodnią Bułgarię i zdobyła mimasto Owecz (obec. Prowadija), Szumen i Madarę. Obroniła się wówczas jedynie, znajdująca się w państwie dobrudżańskim Warna. Car Iwan Szyszman zamknął się w twierdzy Nikopol. Po trzykrotnym oblężeniu uznał się wasalem sułtana i przekazał mu twierdzę Drystrę. W tym czasie zwierzchnictwo tureckie uznał również władca Dobroticy Iwanko.

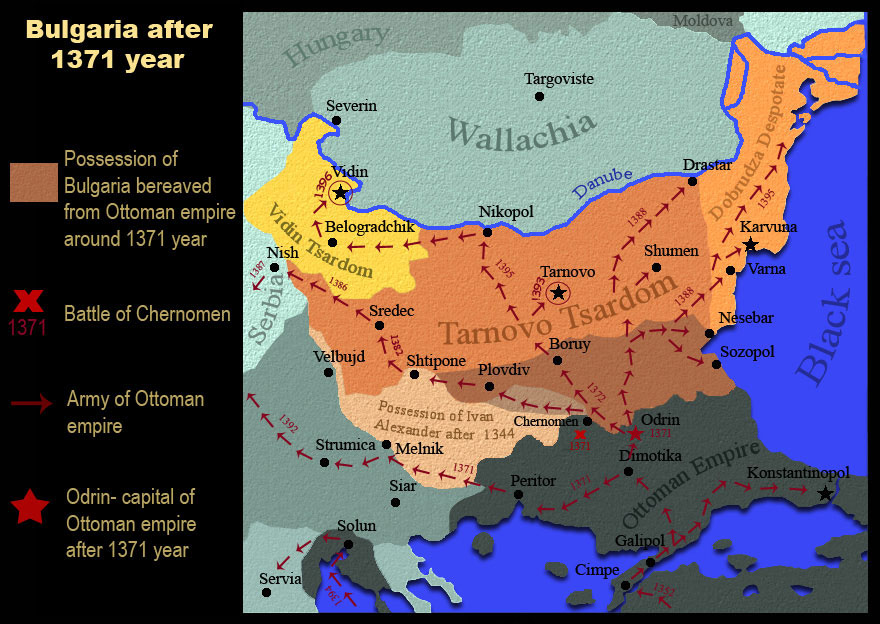
Bułgaria po 1371 roku

W 1389 roku na Kosowym Polu pod Prisztiną rozegrała się wielka bitwa, która przesądziła o losach cesarstwa tyrnowskiego. Sułtan Bajazyd I odniósł zwycięstwo nad siłami serbskimi, a ich dowódca książę Łazarz Hrebeljanović został wzięty do niewoli i ścięty. Serbia pozbawiona władcy przyjęła zwierzchnictwo sułtana.
Wiosną 1393 roku Bajazyd I obległ z wielką armią Tyrnowo. Miasto broniło się przez 3 miesiące. Dopiero głód, a być może i zdrada oddały je Turkom. Zdobywcy zniszczyli cerkwie, wymordowali bojarów wraz z rodzinami, wywieźli z miasta patriarchę bułgarskiego Eutymiusza, a ludność przesiedlili do Azji Mniejszej. Po upadku Tyrnowa Bajazyd I zdobył Nikopol, gdzie przebywał Iwan Szyszman. Ostatni car tyrnowski został wtrącony do więzienia w Płowdiwie i tam zmarł.
Iwan Stracimir już w 1388 roku uznał się wasalem tureckim. W 1394 roku Bajazyd I pokonał hospodara wołoskiego Iwana Mirczę pod Rowinami i osadził na tronie wołoskim swego kandydata Włada I. Państwo widyńskie zostało otoczone przez ziemie tureckie. Jego kres nastąpił w dwa lata później, po klęsce armii krzyżowej Zygmunta Luksemburskiego pod Nikopolem 25 września 1396 roku. Jeszcze w 1396 roku sułtan obległ i zdobył Widyń, a ziemie carstwa wcielił do Turcji. Ostatni car bułgarski Iwan Stracimir zmarł na wygnaniu w Azji Mniejszej.

## Gospodarka

### Rolnictwo
W ekonomice bułgarskiej XIII i XIV wieku główną rolę odgrywało rolnictwo: uprawa pszenicy, jęczmienia, prosa, winnej latorośli – głównie na wybrzeżu i w Tracji, sadownictwo i warzywnictwo, uprawa maku, lnu, anyżu i bawełny. Ziemia spulchniana była drewnianym radłem ciągniętym przez woły, a plony koszone półkosami i sierpami. Na górskich pastwiskach hodowano owce, świnie i bydło rogate. Wykorzystywanie zboczy górskich na pastwiska stopniowo przekształcało pasma górskie w pustkowia. Intensywnie prowadzony był też wyrąb drewna przez kupców weneckich i dubrownickich.

### Rzemiosło i handel
Wyodrębniły się liczne rzemiosła: kowalstwo, obróbka żelaza, ciesielstwo, skórnictwo, tkactwo i krawiectwo. Dla wojska pracowali wytwórcy pancerzy, mieczy, specjaliści od machin wojennych do miotania kamieni i wież oblężniczych. Oprócz tego istnieli: złotnicy, malarze ikon, producenci świec. Rzemieślnicy i drobni kupcy zamieszkujący osady targowe, podgrodowe i mniejsze miasta trudnili się też rolnictwem. W dużych ośrodkach miejskich, do których należały: Tyrnowo, Sredec, Płowdiw, Drystra, Messembria, Anchialos, Warna, Karwuna, rzemiosło oddzieliło się już niemal od rolnictwa. Pod koniec XIII wieku, kiedy nastąpił rozwój gospodarczy i ożywienie gospodarcze życia miast, napływająca ludność saska przyniosła do Bułgarii nieznaną tu technikę górniczą i wznowiła eksploatację starych opuszczonych kopalń i złóż rudy.

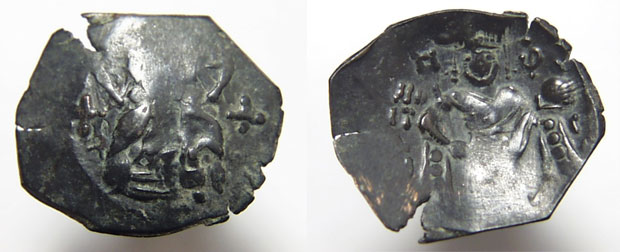
Brązowa moneta z czasów Konstantyna Ticha

Ożywił się też handel wewnętrzny skupiony na cotygodniowych targach i zapewniający wymianę lokalną. Klasztory w dni uroczyste: św. Dymitra czy Mikołaja organizowały doroczne jarmarki. Za czasów Iwana Asena II pojawił się po raz pierwszy pieniądz bułgarski: złoty, srebrny i miedziany. Rozwój handlu ograniczały jednakże opłaty celne i drogowe nakładane przez cara i wielkich feudałów, od których zwolnieni byli jedynie cudzoziemscy kupcy i mieszkańcy wsi i osad kościelnych posiadających immunitet.
Handel zewnętrzny prowadzili kupcy głównie weneccy, genueńscy i dubrowniccy. Kupcy dubrowniccy uzyskali przywilej swobody handlu w 1230 roku od cara Iwana Asena II na przywóz drogich tkanin, wyrobów ze złota i srebra, klejnotów, soli i oręża oraz na wywóz zboża, drewna, skóry, wosku i miodu. W 1253 roku syn Iwana Asena II, Michał I Asen potwierdził i rozszerzył ten przywilej zwalniając ponadto kupców dubrownickich od wszelkich ceł i myt. Zawarte wówczas porozumienie antyserbskie przewidywało podobne ulgi dla kupców bułgarskich udających się do Dubrownika.

## Struktura społeczna

### Wielcy właściciele ziemscy
Największym właścicielem ziemskim w państwie była rodzina carska i grupa wielkich bojarów wywodzących się częściowo z drobnego bojarstwa słowiańskiego, częściowo spośród arystokracji i pronojarów bizantyńskich, którzy otrzymali nadania ziem w Bułgarii po 971 roku, częściowo spośród wodzów plemion pieczyńskich i kumańskich osadzonych w Bułgarii przez cesarza bizantyńskiego w zamian za obowiązek pełnienia służby wojskowej. Element kumański zwiększył się jeszcze za panowania Asenowiczów, gdy kumańskie oddziały posiłkowe odgrywały znaczną rolę w działaniach wojennych bułgarskich władców. Wielka własność bojarska w okresie drugiego państwa stale rosła kosztem drobnej własności bojarskiej i wolnej ludności chłopskiej.
Drobni bojarzy posiadający pronoje nadane im przez cesarzy bizantyńskich a potem przez carów w zamian za obowiązek służby wojskowej byli w okresie władzy centralnej zmuszani do przechodzenia na służbę wielkich feudałów i Kościoła – stawali się pronojarami feudałów. Zanikła też przekazywana dziedzicznie wolna własność chłopska – basztiny. Wolni chłopi – basztinicy – wyzbywając się własnej ziemi na rzecz wielkich feudałów w zamian za opiekę przechodzili w szeregi ludności zależnej – parików. Wiele wsi przeszło w ręce Kościoła i bojarów drogą nadań carskich na mocy dokumentów zwanych chryzowuli (dosłownie: złote pieczęcie). W II połowie XIII wieku klasztor św. Jerzego Szybkiego (Georgi Gorgos) położony na wzgórzu Wirgino pod Skopje posiadał 30 wsi.
Majątek feudalny dzielił się na dwie części: gospodarstwo własne feudała składające się z dworu, ogrodu, ziemi ornej, winnicy, pastwiska, łąki, lasu, rzeki i jeziora oraz ziem zależnych chłopów podzielonych między dwory chłopskie tzw. stasi. Podobnie zorganizowana była wielka własność kościelna tzw. metochy. Za naruszenie praw własności groziły ostre kary. Urzędnicy carscy nie mieli prawa wstępu na ziemie kościelne posiadające immunitet gospodarczy i sądowy. Podobne przywileje posiadali częściowo również wielcy bojarzy.

### Chłopi
Ludność wiejska dzieliła się na grupy różniące się zakresem posiadanych praw:
- Basztinicy: byli wolnymi chłopami mającymi dziedziczne prawo własności ziemskiej. Żyli we wspólnotach wiejskich – obszczinach, do których należała część ziem użytkowych, głównie pastwiska i lasy. Ziemie wspólne nazywano prawinami.
- Paricy: mieszkali w tych samych wspólnotach co wolni chłopi lub w odrębnych wsiach. Nie mieli prawa opuszczania wsi i swobodnego rozporządzania ziemią, gdyż dzielili prawa do niej z panami feudalnymi.
- Otrocy: byli niewolnikami pozbawionymi prawa do ziemi. Należała do tej grupy czeladź dworska, niewolna ludność wiejska, niewolni rzemieślnicy dworscy, zamieszkujący często również miasta.
- Własi: stanowili ludność pasterską, która z racji przemieszczania się z miejsca na miejsce cieszyła się większą swobodą niż paricy i otrocy.
- Technikarze: byli grupą rzemieślników wiejskich pracujących na rzecz wielkich właścicieli[57].

Przekształcenie ludności wolnej w zależną następowało bądź to w drodze nadania jej przez cara wraz z ziemią feudałowi, bądź przez osadzenie kolonistów w opuszczonych wsiach, sieliszczach lub na ziemiach obejmowanych po raz pierwszy pod uprawę. Osadników zwano obcymi ludźmi i obdarzano przywilejami, by ich zachęcić do osiedlenia. Czasem dochodziło do zagarniania ziemi przemocą. Częściej chłopi rezygnowali z niezależności samorzutnie uciekając przed obciążeniami daninami na rzecz państwa, klęskami żywiołowymi lub wojennymi.

### Miasta

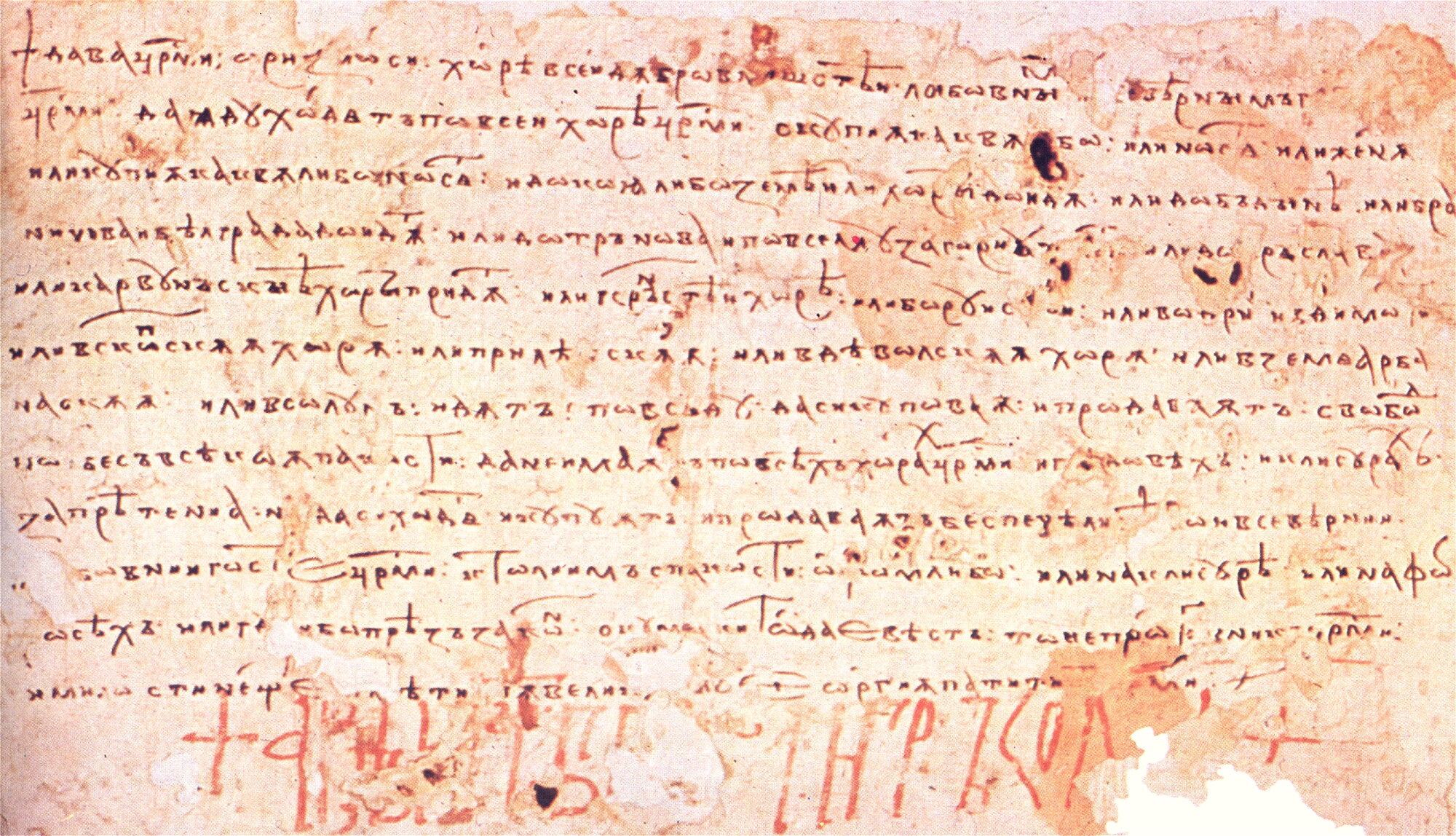
Przywilej Iwana Asena II dla kupców dubrownickich

W XIII wieku intensywnie rozwijały się miasta będące zazwyczaj twierdzami. Zamki w Starej Płaninie, Rodopach i wzdłuż granicy bizantyńskiej pozostały jednak nadal tylko ośrodkami administracyjnymi i wojskowymi. U ich podnóża czasem powstawały podgrodzia, w których pracowali rzemieślnicy i które przejmowały rolę osad targowych. Bizantyński kronikarz z XIV wieku Nicefor Gregoras nazwał Messembrię: wzorowym i ludnym miastem. Godfryd z Villehardouin uważał Płowdiw za jedno z trzech najpiękniejszych miast Cesarstwa Bizantyńskiego. Miasto dzieliło się na twierdzę (akropol) – siedzibę władz i obszerne, także obwarowane, miasto kupców i rzemieślników.
Perłą miast bułgarskich była stolica Tyrnowo. Dzieliło się ono na kilka części. Centrum miasta stanowiło wzgórze Carewac, na którym mieściła się siedziba cara, patriarchy i wyższych dostojników carskich i kościelnych. Pałac carski składał się z sali tronowej, dworskiej cerkwi, stanowiącej również nekropolię władców, licznych pomieszczeń mieszkalnych, magazynów żywnościowych i cystern na wodę pozwalających na samodzielną obronę wzgórza. Na sąsiednim rozległym wzgórzu Trapezica mieściły się dwory bojarstwa tyrnowskiego tworzącego patrycjat wielkich miast bułgarskich. Pozostali mieszkańcy miasta: naród lub prości ludzie, wśród których wyróżniano średnich mieszczan i biednych (niszczi), zamieszkiwali tereny leżące u podnóża obydwu wzgórz, zwane później Dolną lub Asenową Machałą. Do miasta napływali również Grecy, Ormianie, Żydzi i przybysze z Europy zachodniej. Istniała dzielnica tej ludności nazwana z turecka Frenkhisar, a także osobny kwartał żydowski. Na osobnym wzgórzu zwanym Świętą Górą zamieszkiwali mnisi. Cerkwie wznosili zarówno carowie jak i bojarzy w obrębie swych rezydencji. Do najsławniejszych, częściowo zachowanych cerkwi z tego okresu należą cerkiew Dymitra Sołuńskiego zbudowana przed 1185 rokiem i cerkiew 40 męczenników wzniesiona przez Iwana Asena II po 1230 roku.

## Organizacja państwa

### Administracja
Organizacja drugiego państwa bułgarskiego opierała się na wzorach bizantyńskich dostosowanych do potrzeb lokalnych. Władca nosił tytuł cara i samowładcy (basileus kai autokrator). Tron był dziedziczny. Dwór carski urządzony był na wzór pałacu cesarskiego w Konstantynopolu. Obowiązywał w nim ceremoniał bizantyński, jakkolwiek nieco uproszczony. Dostojnicy i urzędnicy carscy nosili honorowe rangi dworskie, które nadawał car, które uprawniały do noszenia określonych ozdób i odznaczeń oraz pobierania dochodów.
Istniały następujące rangi:
- despota – najwyższe dostojeństwo, nadawane następcy tronu i najbliższym krewnym cara. Uprawniało do noszenia czerwonego cesarskiego obuwia wyszywanego orłami.
- sewstokrator, cezar, hypertat – niższe dostojeństwa dworskie.
- protosewast i sewast – rangi przyznawane namiestnikom wielkich prowincji i dowódcom twierdz
- nobilisim, kuropalata, protoproeder, magister i patrycjusz – rangi niższych urzędników prowincjonalnych i dowódców mniejszych twierdz[60].

Władzę cara przynajmniej nominalnie ograniczała Rada Bojarska (sinklit lub bulewterion). Administracja carstwa, liczna i zróżnicowana, była w dokumentach określana sługami cesarskimi (starobułg.: rabotniki carstwa). Byli to:
- kanclerz – noszący tytuł wielkiego logotety, który stał na czele zarządu centralnego
- protwestiariusz – minister finansów i zarządca westiariomu lub demoriosu (skarbca)
- protostrator – lub wielki wojewoda, który był dowódcą armii w zastępstwie cara
- komes nad końmi – który zarządzał stadniną
- protokeliot – adiutant
- epikernij lub pinkernis – podczaszy
- ho epi tis trapedzis – stolnik
- wielki primikiur – zarządca dworu carskiego[61].

### Podział administracyjny i armia
Carstwo podzielone było na prowincje zwane ziemiami (starobułg. pochodzący z greckiego termin: chora). W 1230 za Iwana Asena II istniało 8 chor: belgradzka, tyrnowska, karwuńska (obecnie Dobrudża wokół Bałcziku), kryńska (okręg Kazanłyku), borujska (okręg Starej Zagory), skopijska, dewolska i prilepska. Namiestnik prowincji nosił bizantyński tytuł duksa, a następnie kefaliji. Chory dzieliły się na mniejsze okręgi katepanikiony z katepanami zwanymi niekiedy żupanami. Katepanikion obejmował kilka grodów i wspólnot wiejskich (obszczin). Na czele wspólnot stała starszyzna (tzw. kniaziowie lub kmetowie wiejscy). Ważniejsze zamki posiadały własne garnizony i dowódców (kastrofylaksów).
Wojsko tworzono z kontyngentów przyprowadzanych przez namiestników prowincji i bojarów. Liczebność armii nie przekraczała 12-15 tysięcy wojowników, przeważnie konnych. Stąd wielkie znaczenie miały posiłkowe oddziały kumańskie lub tatarskie.
W kwestiach prawnych korzystano z wyciągów z bogatego współczesnego prawodawstwa bizantyńskiego adaptowanego do potrzeb bułgarskich oraz z Zakonu sudnyj ljudem z okresu I państwa.

### Daniny
Ludność wolna płaciła tylko daniny na rzecz państwa. Paricy zarówno na rzecz państwa jak i panów feudalnych. Jedynie ludność zależna osiadła w dobrach objętych immunitetem zwolniona była z danin.
System danin był rozbudowany.

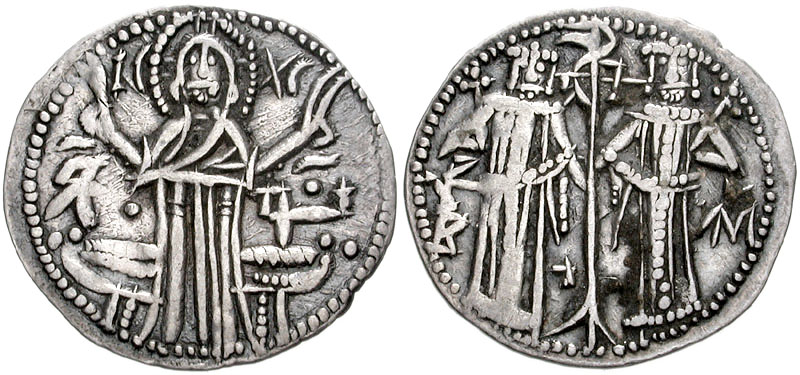
Srebrna moneta Iwana Aleksandra

- Główną powinność stanowiły dziesięciny – pobierane od zboża, nabiału, wina, zwierząt itp. Poszczególne produkty pobierali oddzielni poborcy: pszczeli, owczy, winiarz itd.[57]
- Od każdego domu pobierano podatek zwany dimnicą, a na rzecz Kościoła kanonikon, oddawany w naturze.
- Istniały osobne opłaty od połowów, od mielenia zboża, użytkowania pastwisk i lasów:
  - trewnina – opłata łąkowa i pastwiskowa
  - gornina – opłata leśna
  - słonowszczina i koszarszczina – opłata za prawo trzymania bydła i owiec w zagrodach
- Osobno płacono myta i daniny drogowe, mostowe i targowe.
- Za kradzieże i przestępstwa nakładano kary na wspólnoty wiejskie, z których pochodzili sprawcy.
- Powinnościami oddawanymi w robociźnie były prace przy budowie dróg, mostów, dworów i zamków, pilnowanie więźniów, przełęczy, hodowanie psów i sokołów, dostarczanie podwód. Najuciążliwsza była priselica – obowiązek goszczenia i żywienia przejeżdżającego cara jego urzędników i wojska.

W XIII wieku wzrastało znaczenie powinności pieniężnych (dimnica), większość kar i opłat ściąganych było w pieniądzu, na powinność pieniężną zamieniono również prisielicę.

## Sztuka

### Architektura
Architektura drugiego państwa bułgarskiego rozwijała się pod wpływem bizantyńskim i dalszym jeszcze wschodnim, przekazując elementy architektury i zdobnictwa bizantyńskiego na zachód do Serbii i Dalmacji. Badanie sztuki bułgarskiej tego okresu jest bardzo trudne, gdyż niemiłosiernie obeszli się z zabytkami sztuki carstwa tyrnowskiego Turcy i czas. Ze wspaniałości Tyrnowa, wielkiego centrum kultury bułgarskiej, zostały tylko drobne szczątki, zniszczone dodatkowo w 1913 roku przez trzęsienie ziemi.

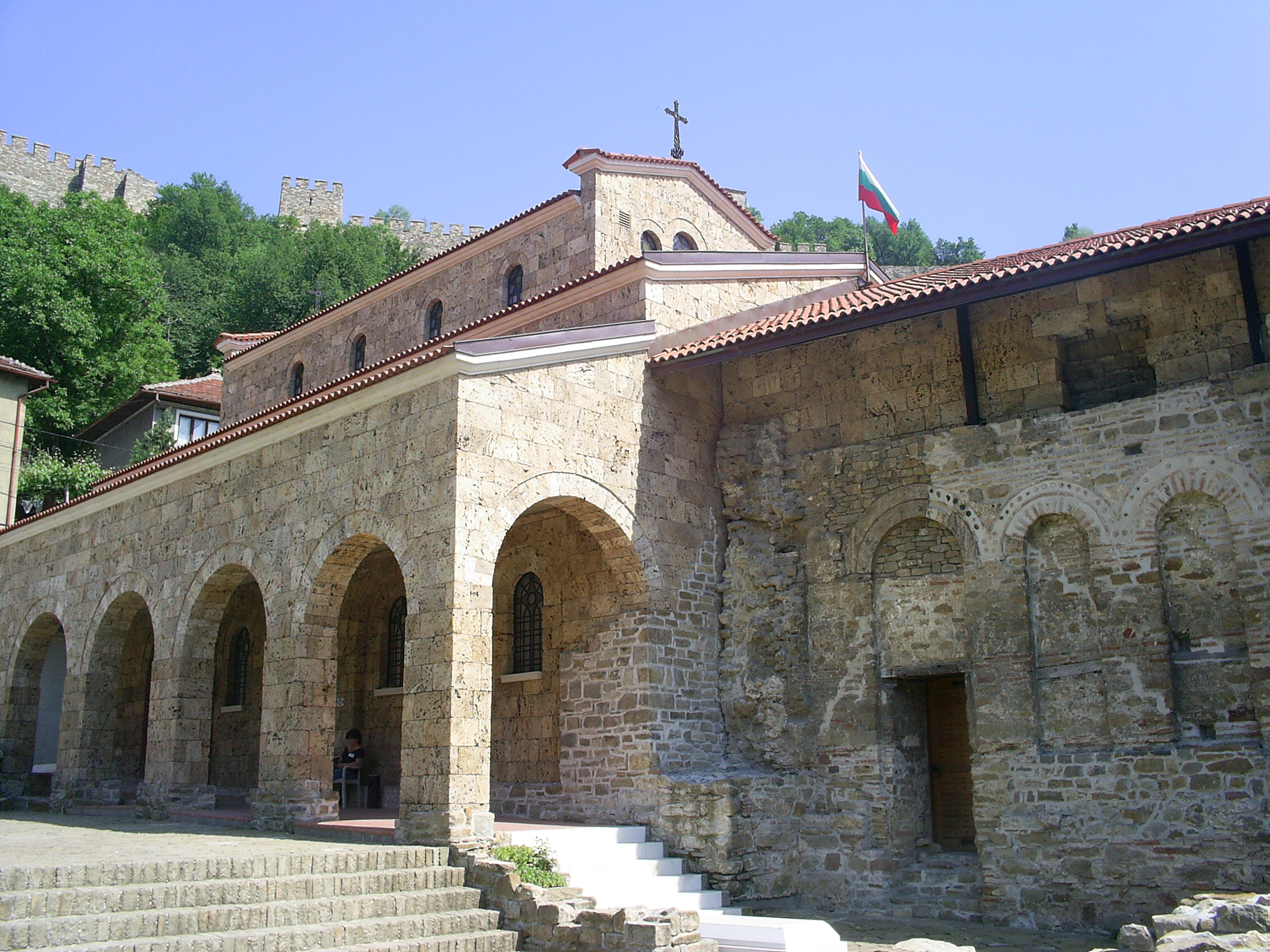
Cerkiew Czterdziestu Męczenników, Wielkie Tyrnowo, Bułgaria.

W XII i XIII wieku zanikał powoli dawny tradycyjny typ bazyliki trójnawowej, krytej drewnianym stropem. Reprezentuje go jeszcze wzniesiona w 1230 lub 1232 roku cerkiew Czterdziestu Męczenników w Tyrnowie. Coraz rzadszy staje się też typ świątyni w kształcie krzyża greckiego krytego kopułą, reprezentowany przez XIV-wieczną cerkiew św. św. Piotra i Pawła w Tyrnowie i niektóre cerkwie Nesebyru. W nowych świątyniach filary podtrzymujące kopułę zostały zastąpione okrągłymi kolumnami, a boczne pastoforia zostały zasklepione płaskimi kopułami otaczającymi z czterech stron kopułę główną. Wydłużeniu uległo zakończone apsydą prezbiterium, a nad narteksem została wzniesiona osobna wieża z kopułą. Niezwykle ciekawie została ukształtowana i rozczłonkowana strona zewnętrzna tych cerkwi. Ściany ożywione są dużymi ślepymi arkadami, które obiegają cały budynek. Niejednokrotnie nad nimi biegnie drugi fryz mniejszych arkad. Tak na przykład apsydę cerkwi św. Jana Aliturgitosa w Nesebyrze obiegają dwa poziome rzędy arkad. Całości dopełnia barwna kompozycja wykonana z różnokolorowej cegły ceramicznej układanej w zróżnicowane wzory geometryczne.
Najczęściej występującym typem cerkwi były jednak nie wielokopułowe cerkwie wzorowane na bizantyńskich, lecz proste cerkwie jednonawowe. Sklepienie tych cerkwi, wznoszone nad zbudowaną na planie kwadratu nawą wzmacniane było dwoma, a później nawet czterema wewnętrznymi pilastrami. Do tego typu należały zapewne cerkwie bojarskie odkryte na Trapezicy w Tyrnowie oraz zachowana dwukondygnacyjna cerkiew wzniesiona w I połowie XIII wieku przez Iwana Asena II w Stanimachos pod Płowdiwem, na obszarze zamku. Podłużne wnętrze cerkwi w Stanimachos podzielone jest słupami na trzy części. Nad środkową częścią świątyni wpisaną w kwadrat wznosi się wsparta na pilastrach kopuła. Z narteksu wyrasta okrągła wieża, element który w architekturze bałkańskiej pojawia się dopiero w XIII wieku, prawdopodobnie pod wpływem architektury łacińskiej. W Bojanie zachowała się dwupoziomowa cerkiew na planie krzyża. Została ona dobudowana do pierwszej cerkwi bojańskiej około 1259 roku przez sewastokratora Kałojana i jego żonę Desisławę. Dolna kondygnacja cerkwi służy jako krypta grobowa rodziny fundatora.
Kolejny okres rozkwitu architektury bułgarskiej przypada na lata panowania Iwana Aleksandra. Z inicjatywy cara wzniesiono liczne nowe cerkwie i wyremontowano stare. Zachowało się kilkanaście cerkwi z tego okresu: cerkiew św. Piotra w Berende, cerkiew św. Teodora w Boboszewie, cerkiew św. św. Piotra i Pawła w Tyrnowie i cerkiew świętego Jana Teologa w Monasterze Zemeńskim, pomiędzy Sofią a Kiustendiłem.
Jednocześnie z architekturą kościelną rozwijało się też budownictwo obronne i pałacowe. Jego szczątki przetrwały w postaci resztek monumentalnych murów i baszt obronnych pałacu w Tyrnowie. Zachowały się również fragmenty donżonów w Czerweniu, niedaleko Ruse, w Widyniu i w Rodopach, przede wszystkim w Stanimachos i w Ustra nad rzeką Ardą.

## Malarstwo

### Szkoła tyrnowska
Równolegle z architekturą rozwijało się w okresie drugiego państwa malarstwo ścienne nawiązujące do wzorów bizantyńskich. Do najstarszych zabytków malarstwa tyrnowskiego należą szczątki fresków z cerkwi Czterdziestu Męczenników. Zachowało się kilka scen ewangelicznych oraz scen z życia świętych i fragmenty ilustracji kalendarza kościelnego – wzorowane na malarstwie miniaturowym zdobiącym kodeksy z menologiami (żywotami świętych). Sposób rozmieszczenia ilustracji w szeregu prostokątnych pól na ścianach narteksu, oddzielonych nie elementami architektonicznymi lecz wąskimi pasmami ściany świadczy o odstępowaniu XIII-wiecznego malarstwa bułgarskiego od tradycji malarstwa monumentalnego. Fragmenty fresków odkryte w niektórych cerkwiach Trapezicy w Tyrnowie i w cerkwiach w dolinie Rusenski Łom wykazują wpływy realistyczne sztuki bizantyńskiej, być może charakterystyczne dla całej tyrnowskiej szkoły malarskiej rozwijającej się w XIII i XIV wieku.

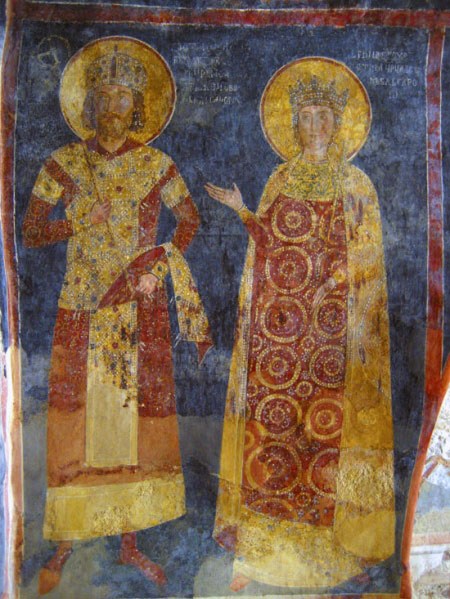
Konstantyn Tich i jego pierwsza żona Irena. Fresk z cerkwi w Bojanie)

Najwspanialszym zabytkiem tej szkoły są malowidła z cerkwi bojańskich. Około 1259 roku po dobudowaniu do już istniejącej drugiej z cerkwi bojańskich, ściany obydwu świątyń pokryto freskami. Tematyka malowideł odbiega nieco od przedstawień tradycyjnych, gdyż cerkiew budowana była jako mauzoleum, odpowiada jednak ogólnemu schematowi ikonograficznemu. Na podłużnych ścianach krypty grobowej znajdują się portrety fundatora (bułg.: ktitor) sewastokratora Kałojana i jego żony Desisławy, a z drugiej strony cara Konstantyna Ticha i jego żony Ireny. Obok nich znajduje się scena przedstawiająca odnalezienie Jezusa w Świątyni i postaci świętych. Na sklepieniu przedstawiono cuda świętego Mikołaja Cudotwórcy. Dwie podobizny Chrystusa znajdujące się na ścianach cerkwi wzorowane były na bizantyńskich ikonach: Chrystusa Euergetesa z Konstantynopolitańskiego klasztoru pod tym wezwaniem oraz Chrystusa Chalke umieszczonego nad Bramą Brązową (Chalke) pałacu cesarskiego w Konstantynopolu. Wpływy sztuki cesarskiej stolicy zdradzają również pewne szczegóły cyklu o świętym Mikołaju Cudotwórcy. Cechami charakterystycznymi malowideł są harmonijność i posągowość postaci. Wpływ nurtu realistycznego uwidacznia się w odwzorowaniu szat, broni i w ogóle realiów pojawiających się w poszczególnych scenach. Realistyczne są również portrety fundatorów odtwarzające indywidualne rysy przedstawianych osób. Natomiast postaci carskiej pary zbliżone są do ujęcia tradycyjnego.
Ostatni wspaniały okres rozkwitu przeżyła tyrnowska szkoła malarska za panowania cara Iwana Aleksandra. Do najwybitniejszych osiągnięć malarskich tego okresu zalicza się freski w Zemenie i Boboszewej. W Zemenie w cyklu Męki Chrystusa zwraca uwagę ciekawie stylizowane przedstawienie uczniów ogarniętych sennością i usiłujących czuwać na modlitwie oraz odrażająca tłuszcza żydowska usiłująca pojmać Jezusa. W cerkwi boboszewskiej zdrajca Judasz z Kariotu wisi haniebnie na krzyżu. Postaci są stylizowane: wydłużone i wygięte w kształt litery S. Nadal też wykazują silne cechy realistyczne, obce tradycjom monumentalnego malarstwa bizantyńskiego, przypominające sztukę włoskiego Ducenta czy Trecenta.

### Malarstwo tablicowe

Iwan Aleksander i jego rodzina. Ilustracja z Ewangeliarza cara Iwana Aleksandra

Zachowane ikony z okresu drugiego państwa, wykonane temperą na drewnianej desce, świadczą o talencie i dojrzałości technicznej mistrzów bułgarskich. Do arcydzieł bułgarskiego malarstwa ikonowego sprzed podboju tureckiego należy Zwiastowanie z cerkwi świętego Klemensa w Ochrydzie, z XI lub XII wieku; niezwykły święty Jerzy w koronie, siedzący na tronie, pochodzący z rejonu Płowdiwu, z końca XIII wieku; czternastowieczna Matka Boska Eleusa z Nesebyru; ikona-dyptyk Dziewicy Marii i świętego Jana Teologa z monasteru w Poganowie, zapewne mniej więcej z 1390 roku, oraz prawdopodobnie czternastowieczne Ukrzyżowanie Bułgarowa. Wszystkie odznaczają się świetną techniką i kolorystyką. Jedna z najbardziej czczonych ikon bułgarskich z tego okresu, cudowna Dziewica z Baczkowa, nosi napis gruziński, mówiący, że ofiarowali ją monasterowi w 1311 roku dwaj bracia Gruzini.

### Malarstwo miniaturowe
Oprócz sztuki monumentalnej w okresie panowania Iwana Aleksandra rozkwitła również wykwintna sztuka dworska, pozostająca pod bezpośrednim wpływem bizantyńskiego malarstwa miniaturowego. Do zabytków tego malarstwa należą: wykonany dla cara bułgarski przekład kroniki Manassesa i opowieść o wojnie trojańskiej oraz Ewangeliarz z 1356 roku. Historyczny synopsis Konstantego Manassesa przepisany w latach 1344–1345 zawiera ponad dwadzieścia miniatur przedstawiających różne wydarzenia z dziejów Bułgarii, zwłaszcza wielkich bitew z okresu panowania chana Kruma i cara Samuela Komitopula. Między innymi podobiznę chana Kruma pijącego z czaszki zabitego cesarza Nicefora, a dalej tegoż Kruma pokonanego przez cesarza Leona Armeńczyka. Na innym miejscu Rusów atakujących Bułgarię w 969 roku pod wodzą Światosława, a potem rozbitych przez cesarza Jana Tzimiskesa. Miniatury dostarczają wiadomości o bułgarskiej architekturze, militariach i ceremoniale dworskim. Ewangeliarz cara Iwana Aleksandra zawiera 366 miniatur ilustrujących głównie sceny ewangeliczne. Pośród wielu ciekawych pomysłów ilustratorów na uwagę zasługuje przyodziany w szaty prawosławnego biskupa, wskrzeszony z martwych Łazarz. Szczególnie interesujące dla dziejów Bułgarii są wizerunki cara Iwana Aleksandra i jego rodziny w złotych, szkarłatnych i purpurowych szatach. Car poufale gawędzi z poszczególnymi ewangelistami, a w scenie Sądu Ostatecznego zajmuje poczesne miejsce pośród dusz błogosławionych.

## Srebrny wiek literatury bułgarskiej

### Ożywienie umysłowe
Lata panowania Iwana Aleksandra przyniosły też wyraźne ożywienie religijne. Na przełomie XIII i XIV mnich grecki Grzegorz Synaita zaczął nauczać ascetycznych praktyk prowadzących do mistycznego obcowania z Bogiem, początkowo na górze Athos, a następnie w założonej przez siebie pustelni w Parorii, na pograniczu bułgarsko-bizantyńskim w górach Strandża. Ruch nazwany hezychastycznym szybko rozprzestrzenił się po monasterach słowiańskich i greckich. Hezychaści dążyli do oglądania wiekuistej światłości, jaka objawiła się apostołom na górze Tabor. Droga do tego wiodła przez pokutę, oczyszczanie się z ziemskich namiętności i kontemplację. Zalecali odmawianie modlitwy Jezusowej, której miały towarzyszyć ćwiczenia oddechowe i odpowiednia postawa. W Bułgarii głównym nauczycielem hezychazmu stał się Teodozy Tyrnowski. Ruch hezychastyczny zacieśnił poczucie wspólnoty prawosławnej pomiędzy Grekami, Bułgarami i Serbami przyczyniając się jednocześnie do wzmożenia wpływów bizantyńskich.
W chylącym się ku upadkowi państwie wraz z rozkwitem kultury dworskiej i szerzeniem się ruchu ascetyczno-mistycznego, być może nie bez związku z epidemią roku 1348, nastąpił rozkład obyczajów i pojawiły się w wielkiej ilości zabobony i herezje. Adamici, na dawnych uroczyskach pogańskich odprawiali nocne orgie; przybyły z Konstantynopola mnich Teokryt składał ofiary pod świętym dębem, a mniszka Irina z Sołunia w otoczeniu swych zwolenników wprawiała lud w zgrozę rozwiązłością. Pojawili się znowu bogomili i warlaamici.

### Tyrnowska szkoła piśmiennictwa
Mecenat cara, a z drugiej strony ferment religijny i umysłowy w Bizancjum przyczyniły się do powstania i krótkiego choć świetnego rozwoju piśmienniczej szkoły tyrnowskiej. Za jej twórcę uważa się Teodozego Tyrnowskiego, ucznia Grzegorza Synaity, twórcy ruchu hezychastycznego. Teodozy na wzór pustelni mistrza w Parorii założył około 1350 roku monaster w Kilifarewie pod Tyrnowem. W krótkim czasie Monaster Kilifarewski stał się ośrodkiem piśmiennictwa i promieniowania hezychazmu. Dzięki kontaktom Teodozego z Athosem i Konstantynopolem w szkole tyrnowskiej rozwinęło się piśmiennictwo religijne ściśle związane z ówczesnym piśmiennictwem bizantyńskim. Powstały liczne hagiografie rozwijające twórczo schematy opracowane w X wieku przez Symeona Metafrastesa. Rozwinął się też własny styl szkoły charakteryzujący się bogactwem wymyślnych ozdób retorycznych, nazywany splataniem słów.
Uczniem Teodozego był najwybitniejszy bułgarski pisarz XIV wieku Eutymiusz, zajmujący w latach 1375–1393 tron patriarszy w Tyrnowie. Pozostawił on po sobie bogatą spuściznę piśmienniczą: mowy pochwalne, objaśnienia dogmatów wiary i obrzędów liturgicznych oraz żywoty świętych. Twórczość Eutymiusza cechuje się bogactwem języka operującego licznymi porównaniami i przenośniami oraz poetycznym ujęciem natury. Eutymiusz dużo miejsca poświęca przeszłości Bułgarii, co może świadczyć o tym, że w zagrożonym przez Turków kraju budziły się wśród jego czytelników gorące uczucia patriotyczne. Eutymiusz przeprowadził również reformę ortografii bułgarskiej i oczyścił od skażeń i zniekształceń wiele ksiąg kościelnych.
Eutymiusz pozostawił po sobie uczniów, którzy kontynuowali jego prace. Do najsławniejszych należą Cyprian i Grzegorz Cambłak oraz Konstantyn Kostenecki, którzy po upadku Tyrnowa przenieśli tradycje tyrnowskiej szkoły piśmienniczej daleko poza granice Bułgarii. Grzegorz Cambłak przebywał w latach 1401–1406 jako wysłannik patriarchy Konstantynopola w Mołdawii. Stamtąd udał się do Moskwy, gdzie występował przeciwko pretensjom patriarchy moskiewskiego do zwierzchności nad Kijowem. Poparty przez Jagiełłę i Witolda został w 1415 roku obrany patriarchą kijowskim. W 1418 roku jako przedstawiciel duchowieństwa rusko-litewskiego wziął udział w obradach soboru w Konstancji jako zwolennik unii Kościołów. Był autorem mów pochwalnych i panegiryków; jeden z nich poświęcił Eutymiuszowi. Pozostawił barwny opis oblężenia Tyrnowa przez Turków i losów jego mieszkańców po upadku miasta, a także wiele pism o treści religijnej. Cyprian, stryj Cambłaka, osiadł w granicach Rusi Moskiewskiej. W 1389 roku został metropolitą moskiewskim. Pozostawił liczne dzieła o treści religijnej. Konstantyn Kostenecki przeniósł się do Serbii, gdzie związał się z dworem Stefana Łazarzewicza (1389–1427). Opracował między innymi obszerną biografię tego władcy. Dzięki działalności wielu przedstawicieli szkoły tyrnowskiej w Serbii i na ziemiach ruskich rozpowszechniły się w drugiej połowie XIV wieku wpływy kultury bułgarskiej oraz wpływy języka i ortografii starobułgarskiej w języku literackim i kościelnym ruskim.

### Literatura świecka
W XIV-wiecznej Bułgarii rozwinęła się też literatura świecka. Do popularnych utworów należał Fizjolog, czyli Słownik przyrodniczy, zawierający opis minerałów, roślin i zwierząt oraz ich znaczenia duchowego i moralnego. Znane był opowieści o wojnie trojańskiej i czynach Aleksandra Wielkiego tzw. Aleksandria, przełożone z języka greckiego. W XIV wieku wzrosło zainteresowanie przeszłością Bułgarii, powstały przekłady trzech kronik greckich: Georgiosa Hamartolosa z IX wieku, z kontynuacją Szymona Logotety z X wieku, Zonarasa i Konstantyna Manassesa z XII wieku. W Tyrnowie prowadzono działalność rocznikarską. W początkach XV wieku nieznany autor ułożył krótką kronikę opisującą ostatnie lata istnienia państwa bułgarskiego i dzieje walk prowadzonych z Turkami. Rozwijało się również piśmiennictwo zwane apokryficznym, oparte częściowo na przekładach z języka greckiego, częściowo będące twórczością oryginalną. Zajmuje się ono życiem wiejskim, uprawą roli, kwestiami urodzaju, chorób, zdrowia. Inna grupa apokryfów odzwierciedla zainteresowania religijne ludności niezgodne z ortodoksją. Do tego typu utworów należą: Widzenie Izajasza, Enoch i Rozmowa trzech świętych. Najciekawszym może z apokryfów jest Mędrzec (Razumnik), który w formie pytań i odpowiedzi porusza szereg zagadnień interesujących współczesnych, między innymi jak powstała ziemia i kto ją podtrzymuje, jak powstał pierwszy człowiek, kto pierwszy zajął się rolnictwem, kto krawiectwem itd.
Podbój turecki położył kres rozwijającemu się piśmiennictwu bułgarskiemu. Cerkwie i klasztory zostały podporządkowane patriarsze Konstantynopola, a szereg wyższych stanowisk objęli Grecy, co spowodowało częściową hellenizację duchowieństwa i piśmiennictwa. Zniknął dwór carski jako centrum kulturalne. Przetrwało jedynie piśmiennictwo ludowe kościelne i apokryficzne zaspokajające potrzeby szerokich rzesz ludności, które pod jarzmem tureckim zachowało poczucie religijnej i etnicznej odrębności.